# Puebla de San Miguel
Puebla de San Miguel es un municipio de la comarca del Rincón de Ademuz, provincia de Valencia, en la (Comunidad Valenciana, España).
Es uno de los pueblos situados a mayor altitud de la zona y cuenta con una población de 51 habitantes (INE 2024). Se trata de un municipio castellanohablante, en el que el castellano cuenta con el predominio lingüístico reconocido legalmente.

## Geografía
Ocupa extremo oriental de la comarca. Se encuentra enclavado en las estribaciones de la sierra de Javalambre. En su término se halla la cota más alta de la Comunidad Valenciana, el Alto de las Barracas (1839 m), erróneamente conocido como Calderón. Posee extensos pastizales, pinares y sabinares.
El medio climático es frío y seco.
Es de destacar el parque natural de la Puebla de San Miguel, con su paraje de "Las Blancas", que fue aprobado en el pleno del Consejo de la Generalidad el 25 de mayo de 2007, el cual posee una extensión de 6300 ha (5300 comunales y 1000 particulares).

### Ubicación
Desde Valencia, se accede a esta población a través de la CV-35 para enlazar con la CV-365 y luego con la CV-363, que actualmente lleva de Losilla a Ademuz, vía Hoya de la Carrasca, Puebla de San Miguel, Mas del Olmo y Val de la Sabina.
El término municipal de Puebla de San Miguel limita con la localidad de Ademuz de la provincia de Valencia; Arcos de las Salinas, Camarena de la Sierra y Riodeva en la provincia de Teruel (Aragón).

## Historia
El nombre del topónimo, “Puebla”, hace pensar que su fundación fue posterior a la conquista cristiana de estos lugar a comienzos del siglo XIII (1210), por Pedro II de Aragón, aunque existen restos de poblamiento prehistórico —Edad del Bronce y cultura Ibérica— en las inmediaciones de la loma de Valluenga. Perteneció en principio al señorío de la Corona aragonesa, aunque formando parte de la Encomienda de Montesa. Más tarde, pasó a Miguel Rico, quien la vendió por una cantidad bastante elevada.
La localidad carece de hechos relevantes en su historia, consta sin embargo que fue afectada por el terremoto que afectó el Rincón de Ademuz a mediados del siglo XVII (1656), hasta el punto que «al parecer ocasionó el derrumbe de la techumbre de la iglesia».
Sin embargo, el hecho contemporáneo más relevante pudo ser su segregación de la jurisdicción de Ademuz para constituirse en municipio independiente. Consta la Carta de Privilegio por la que el rey Carlos III (1759-1788) concedió el título de villa a Puebla de San Miguel, cuyo original se halla en el archivo histórico municipal de la Villa —uno de los más ricos y mejor conservados del Rincón de Ademuz—, y está firmado por el propio monarca, datado en El Pardo (Madrid), el 12 de febrero de 1765. Su texto se halla inserto en un libro encuadernado en piel con cierres de latón. Ocupa los diez primeros folios, escritos por ambas caras -recto y vuelto-, con letra color salmón y amplio trazo, lateralizada hacia la derecha.
Muchos de los datos que se conocen sobre Puebla de San Miguel proceden del geógrafo Bernardo Espinalt (1784), que escribió acerca de la villa dos décadas después de que esta alcanzara el villazgo: sitúa la población «parte en alto, y parte en llano», rodeada de altos montes en los confines de los reinos de Aragón y Castilla, a ocho leguas de Valencia. La habitaban entonces «ciento y siete vecinos», su iglesia parroquial está dedicada a «San Miguel», con cura propio y dos beneficiados. Fuera de la villa dice que hay dos ermitas, «la una dedicada á San Guillermo, y la otra á Nuestra Señora de la Concepción». La de San Guillermo puede corresponder a la que hoy conocemos como San Roque, que debió cambiar de advocación cuando los franciscanos se exclaustraron de Castielfabib: cuando escribe Madoz (1849), la ermita todavía se hallaba bajo esta advocación.
Su término alcanza «tres leguas de circunferencia», aunque su tierra es casi toda de secano, ya que no cuenta más que con tres fuentes. Respecto a su producción, se basa en los cereales propios de la zona (trigo, cebada, maíz, avena) y algo de vid, pues su cosecha de vino es corta. En sus montes crecen pinos, encinas, nogueras, y buenos pastos para el ganado, habiendo también caza mayor. Aunque no arriesga fecha para su fundación, manifiesta que «antiguamente era población de alguna consideación», más «con motivo de esterilidad y sequías, y peste que hubo el año 1350 se quedó con catorce vecinos»; la despoblación fue completa en 1400, y así se mantuvo un siglo, «hasta el año de 1500 en que quarenta vecinos se volvieron a establecer en ella». Son datos que aporta el geógrafo, no refrendados por la historiografía. Recoge finalmente el hecho y la fecha de su erección como villa independiente de Ademuz, hecho que tuvo lugar el año 1765, «por representación que hicieron sus naturales á el Rey Don Carlos III», que «le concedió la gracia de realenga, y como tal permanece agregada a la Real Corona». Tiene por armas en su escudo «las quatro sangrientas Barras de Aragón».-
A finales del siglo XVIII (1797), Cavanilles escribe de Puebla de San Miguel diciendo:

«La quarta (villa del Rincón de Ademuz), puesta al nordeste de Ademuz”. “Casi en el centro de aquellos montes se halla Puebla de San Miguel, villa de 120 vecinos que cogen 6600 fanegas de trigo, 800 de cebada y 600 de avena. No tienen el recurso de las huertas, ni las viñas y nogales, que mas ó menos logran los demás pueblos: indústrianse con ganados y colmenas, que les producen más de dos mil pesos duros».
Oservaciones..., Cavanilles

En el primer tercio del siglo XIX (1827), el geógrafo Sebastián Miñano la describe como en estos términos: 

« Villa Realenga de España, provincia y partido de Valencia, obispado de Segorbe. Alcalde Ordinario, 93 vecinos, 837 habitantes. Situada al Este de Ademuz, en terreno áspero y montuoso: el término jurisdiccional tiene 3 leguas de circunferencia, todo de secano, pues no tiene más agua que la de tres fuentes que hay en sus inmediaciones. Una parroquia, un pósito, dos ermitas. [...] Produce trigo, cebada, avena, algún vino; tiene montes y pasto para la manutención de sus ganados. Dista 20 leguas de la capital. ».
 Diccionario Geográfico-Estadístico de España y Portugal , Sebastián Miñano

Durante el siglo XIX sufrió las consecuencias de las guerras carlistas, y durante la guerra civil española el frente se estableció en sus inmediaciones, aunque sin que el pueblo se viera afectado directamente por los combates. En la posguerra, sin embargo, sus agrestes parajes fueron refugio de partidas de maquis y la población padeció varios despojos.
Desde su erección como villa independiente de Ademuz y con jurisdicción municipal propia, Puebla de San Miguel ha permanecido con su término indemne; sin embargo, mediados los años cuarenta del siglo XX (1946) hubo un intento por parte de la aldea de Mas del Olmo de segregarse de Ademuz para anexionarse al de la Puebla, aunque sin éxito, arguyendo «razones de proximidad, accesibilidad, lindes, situación de las propiedades agrícolas o afinidades económicas y culturales».

## Demografía
Puebla de San Miguel cuenta con una población de 51 habitantes (INE 2024).
| Gráfica de evolución demográfica de Puebla de San Miguel entre 1842 y 2021                                          |
| |
| Población de derecho según los censos de población del INE Población de hecho según los censos de población del INE |

## Economía
Basada tradicionalmente en la agricultura y la ganadería, apenas se riegan unas 14 ha destinadas a patatas, alfalfa y hortalizas, mientras que en secano se encuentran cereales y vid.
La ganadería cuenta con cabezas de lanar. La ausencia de industria, el rigor climático, la pobreza del suelo y las malas comunicaciones han motivado la emigración de sus habitantes.

## Administración y política
| Periodo   | Nombre                         | Partido   |
| --------- | ------------------------------ | --------- |
| 1979-1983 | Vicente Luz Blasco             | UCD       |

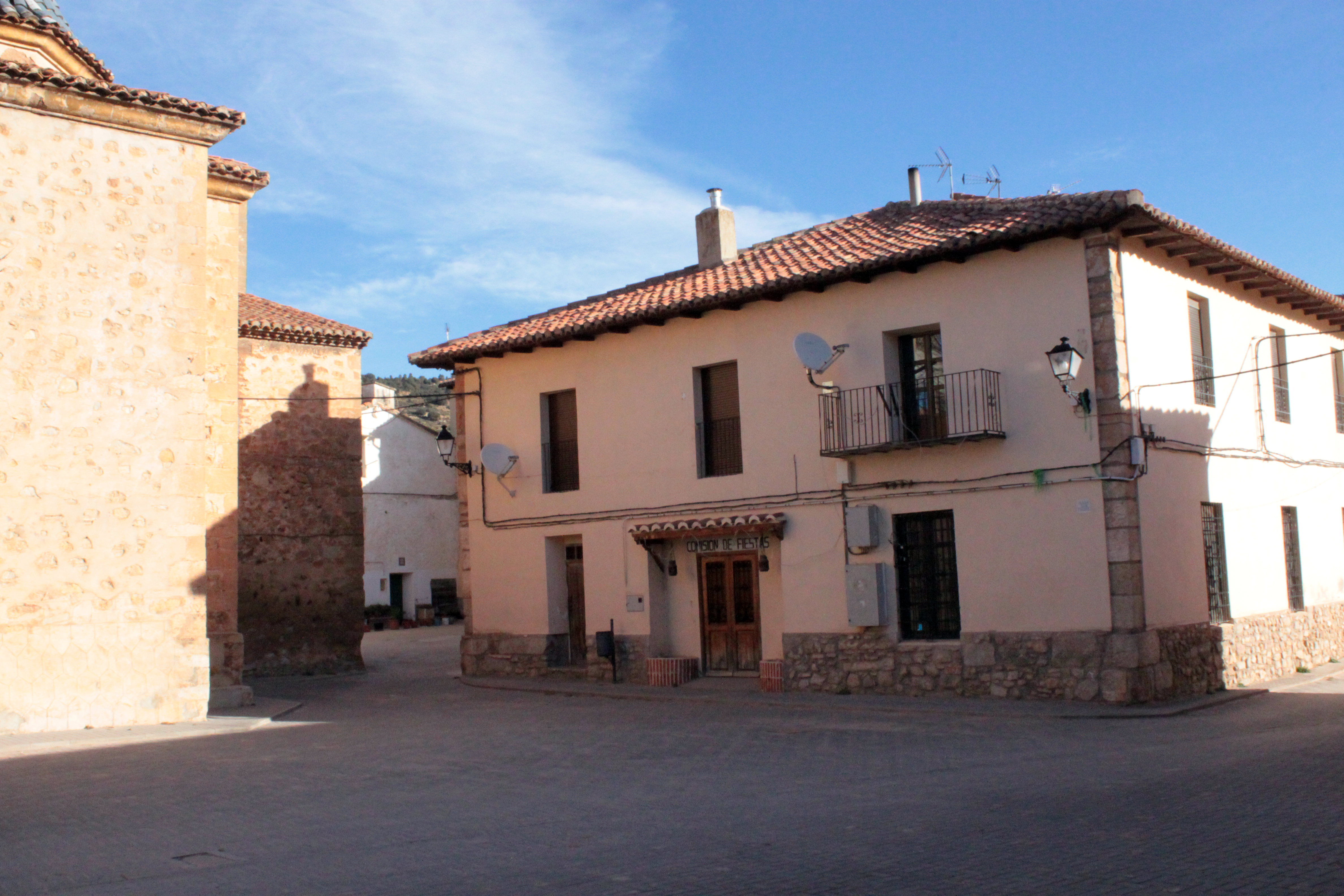
Casa consistorial

| 1983-1987 | Juan Manuel Barrachina Moliner | OIV       |
| 1987-1991 | Juan Manuel Barrachina Moliner | OIV       |
| 1991-1995 | Francisco Tortajada Marqués    | PP        |
| 1995-1999 | Luis María Alcusa Belsue       | AIPSN     |
| 1999-2003 | Luis María Alcusa Belsue       | PP        |
| 2003-2007 | Luis María Alcusa Belsue       | PP        |
| 2007-2011 | Eva María Azcutia Marqués      | PSPV-PSOE |
| 2011-2015 | Eva María Azcutia Marqués      | PSPV-PSOE |
| 2015-2019 | Eva María Azcutia Marqués      | PSPV-PSOE |
| 2019-2023 | Eva María Azcutia Marqués      | PSPV-PSOE |

### Patrimonio

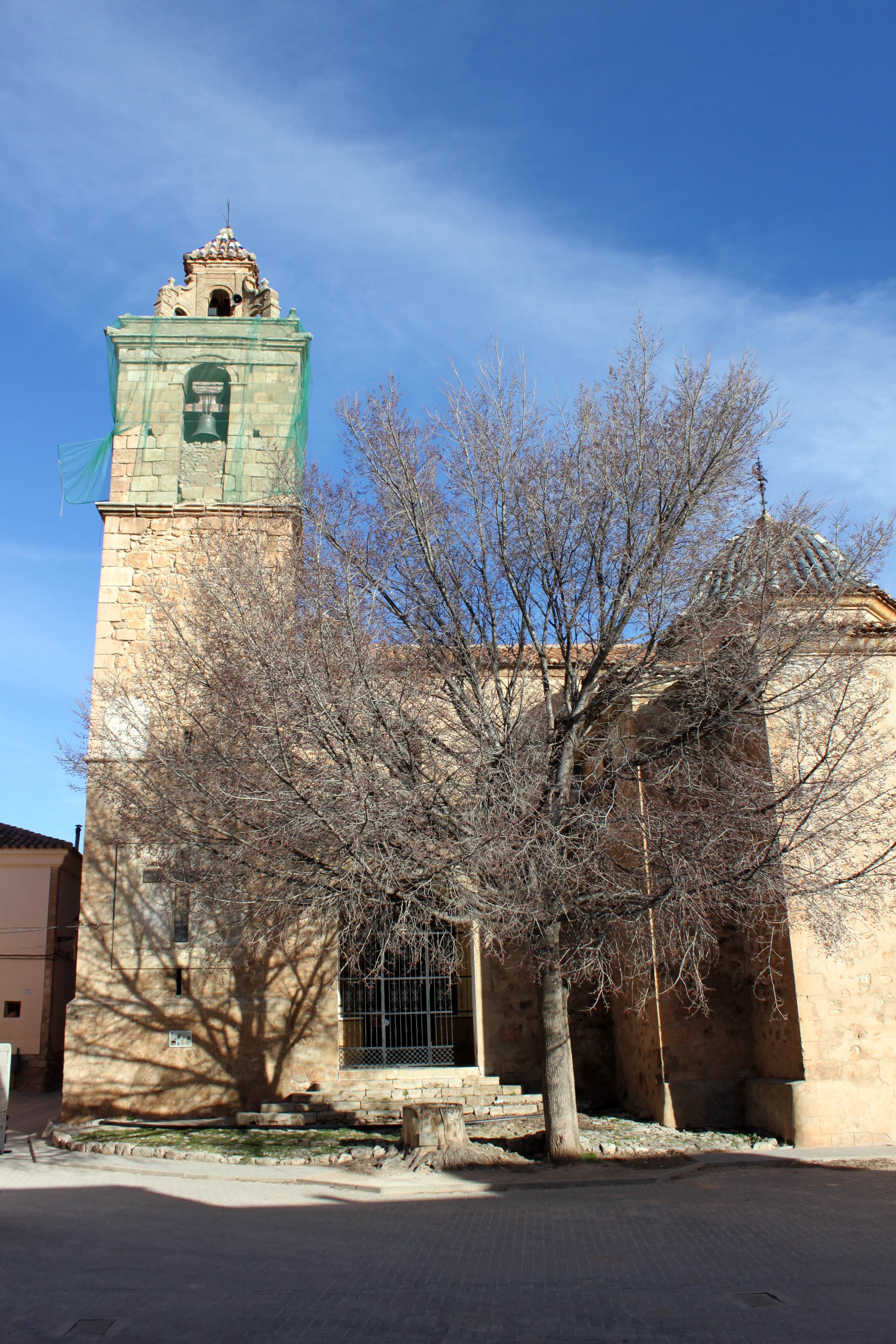
Iglesia parroquial de San Miguel Arcángel

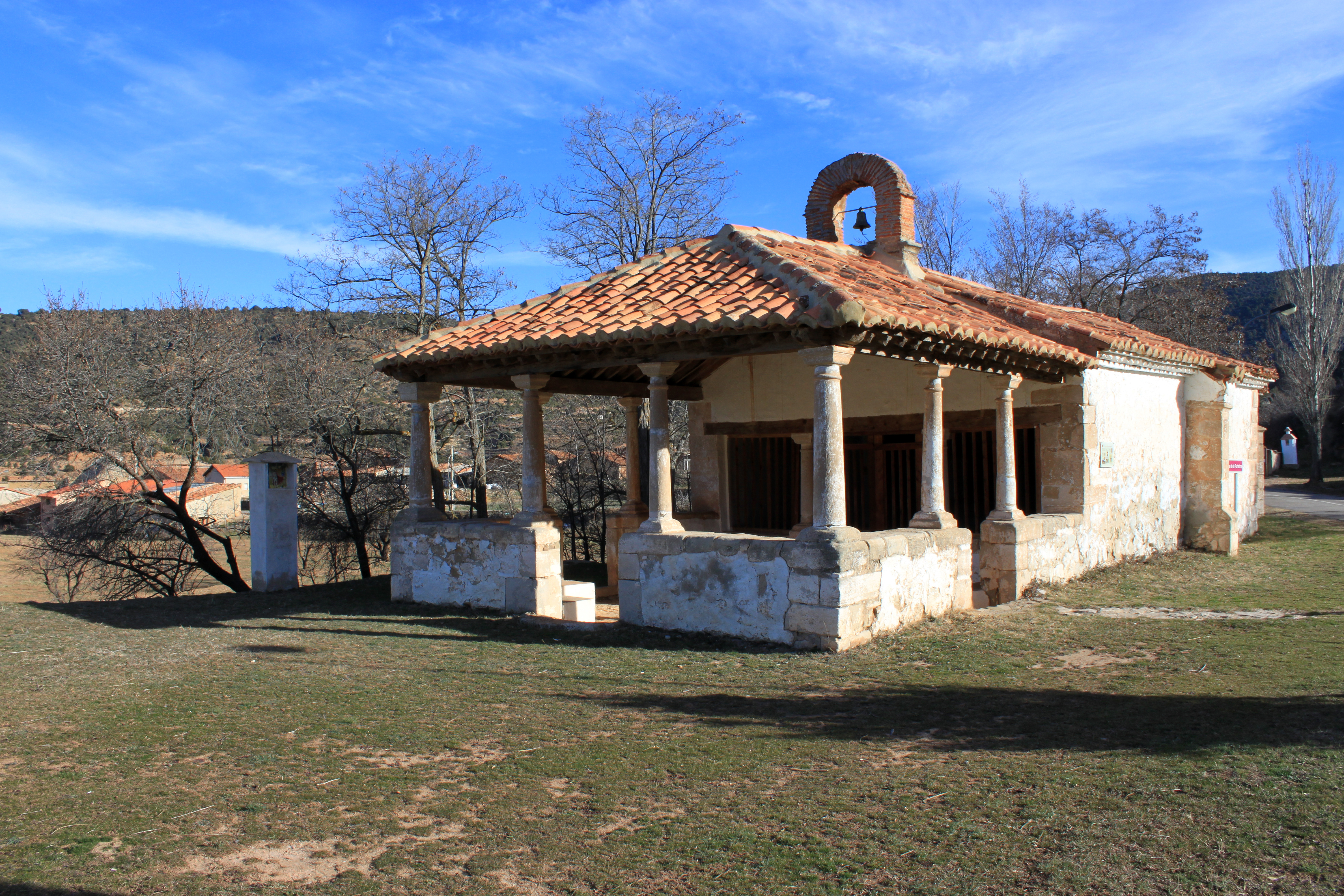
Ermita de la Purísima

## Cultura

### Arquitectura religiosa
- Calvario: Se halla en una explanada frente a la ermita de la Purísima, basado en catorce pilones de obra con bellos ladrillos cerámicos en el casilicio representando la pasión de Cristo; este vía crucis fue construido en la posguerra inmediata (1940) y ha sido objeto de rehabilitación en los últimos años.[12]-[13]
- Cementerios. Existes dos camposantos en el municipio: uno de factura moderna y reciente construcción (municipal), sito en un cerro frontero a la villa, en posición meridional y otro antiguo, de fundación parroquial junto al caserío (a unos 100 m de la iglesia), que merece la pena restaurar y conservar por sus características etnográficas, constructivas e iconografía.[14]-[15]
- Ermita de la Purísima Concepción. Documentada desde el siglo XVI, se halla al este de la población, junto a la carretera CV-363.
- Ermita de San Roque. Documentada desde el siglo XVI, se halla al norte de la población, junto a la carretera CV-363.
- Iglesia parroquial de San Miguel Arcángel. Templo barroco edificado en la segunda mitad del siglo XVII sobre uno anterior del siglo XIV. Respecto a su construcción, se han conservado las estipulaciones para la erección del campanario, en las que se detalla la forma en que se tiene que ejecutar dicha obra, pactadas entre el lugar de Puebla de San Miguel y el contratista, puntualizando que la nueva torre deberá levantarse «sobre los restos del viejo campanario».[16] Se desconoce la fecha de construcción del campanario, pero por las Relaciones “ad limina” de los obispos de Segorbe puede deducirse que fue en las últimas décadas del siglo XVII, entre el pontificado de Crisóstomo Royo de Castellví y el de Antonio Ferrer y Milá, aunque en dichos textos no se menciona la torre, solo la iglesia.[17] En cualquier caso, parece seguro que la construcción tuvo lugar antes de constituirse Puebla de San Miguel en villa (1765), hecho que tuvo lugar durante el reinado de Carlos III de España.[5]
- Pilones devocionales. Se hallan a la vera de los principales caminos de la zona y en sus casilicios poseen ladrillos cerámicos con la imagen de su advocación: Pilón de la fuente de la Virgen (San Miguel, San Gabriel, San Rafael y Santo Ángel Custodio); Pilón de la Hoya (Virgen de los Desamparados); Pilón de la Losa (Virgen del Pilar); Pilón de la Santica (Virgen de la Cueva Santa); Pilón de las Ánimas (Almas del Purgatorio); Pilón de los Pucheros (Santa Quiteria) y Pilón del Javandal (San Miguel Arcángel).[18]

#### Arquitectura civil
- La Tejería. Situada en el camino de Ademuz, antes de llegar a la Puebla, presenta todos sus elementos muy bien conservados, especialmente el horno, complejo que ha sido restaurado. Hasta la década de 1950 se elaboraban aquí la teja y el ladrillo necesario para la villa, de manera temporal, con alfareros venidos de fuera.[19]
- Lavaderos públicos: existen dos lavaderos en la población, muestras singulares de arquitectura vernácula: el Lavadero de Arriba, situado en la partida de los Huertos del Coronel, en posición septentrional respecto del caserío y el Lavadero de Abajo, situado en la partida del Cerrado de la Fuente (de principios del siglo XX), situado en posición meridional respecto de la villa.[20]

### Patrimonio inmaterial
- Fiestas Mayores. Se celebran a partir del 15 de agosto, en honor a la Ascensión de la Virgen.
- Fiestas Patronales. Se festejan en el mes de septiembre, en homenaje a San Miguel Arcángel.
- Romerías. Anualmente se celebra una romería penitencial a la ermita de Santa Quiteria, sita en la aldea de Hoya de la Carrasca, término de Arcos de las Salinas (Teruel), que tiene lugar el domingo más próximo al 22 de mayo.[21]

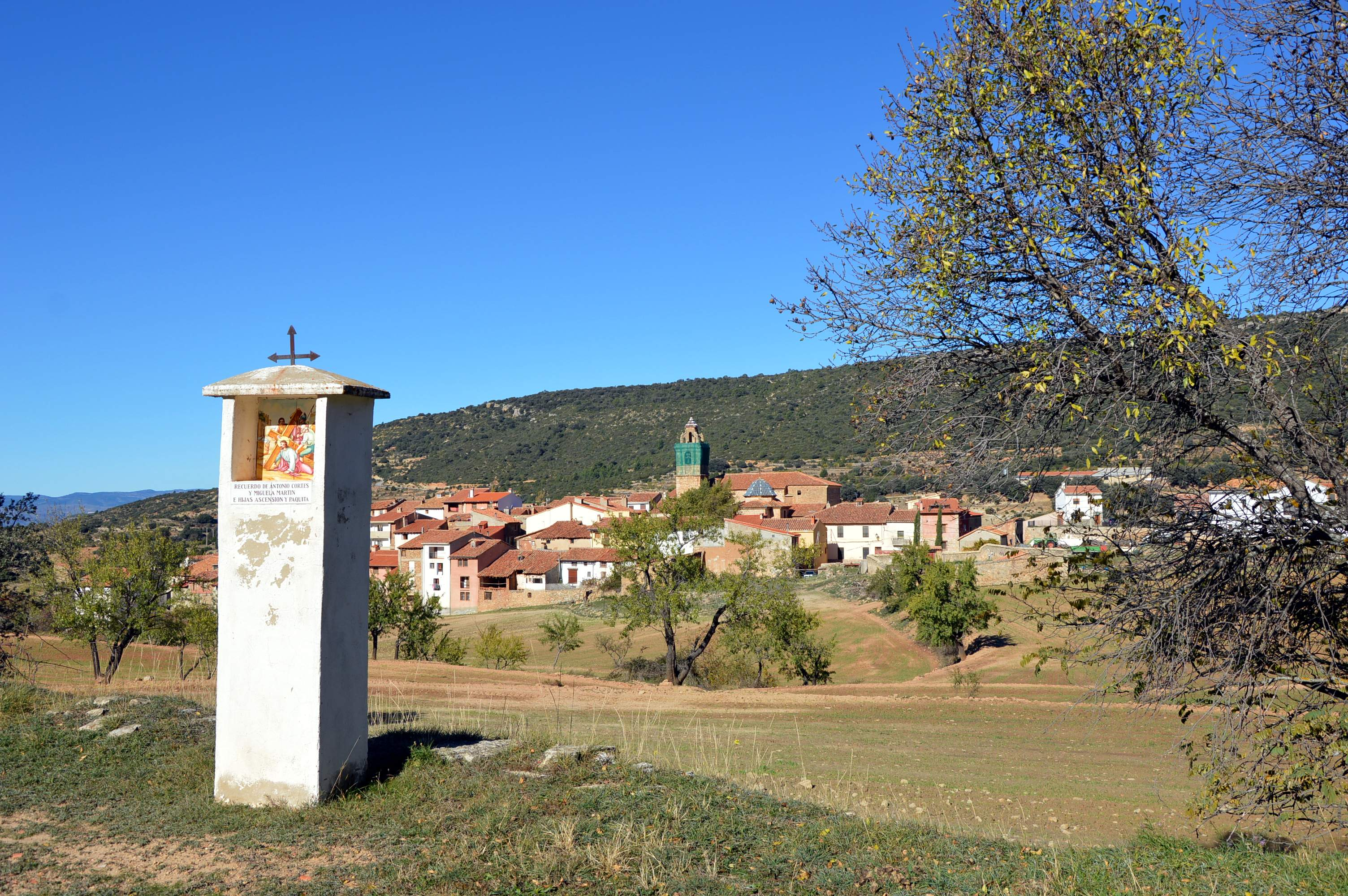
Vista general (meridional) de Puebla de San Miguel, desde el Vía Crucis (2015).
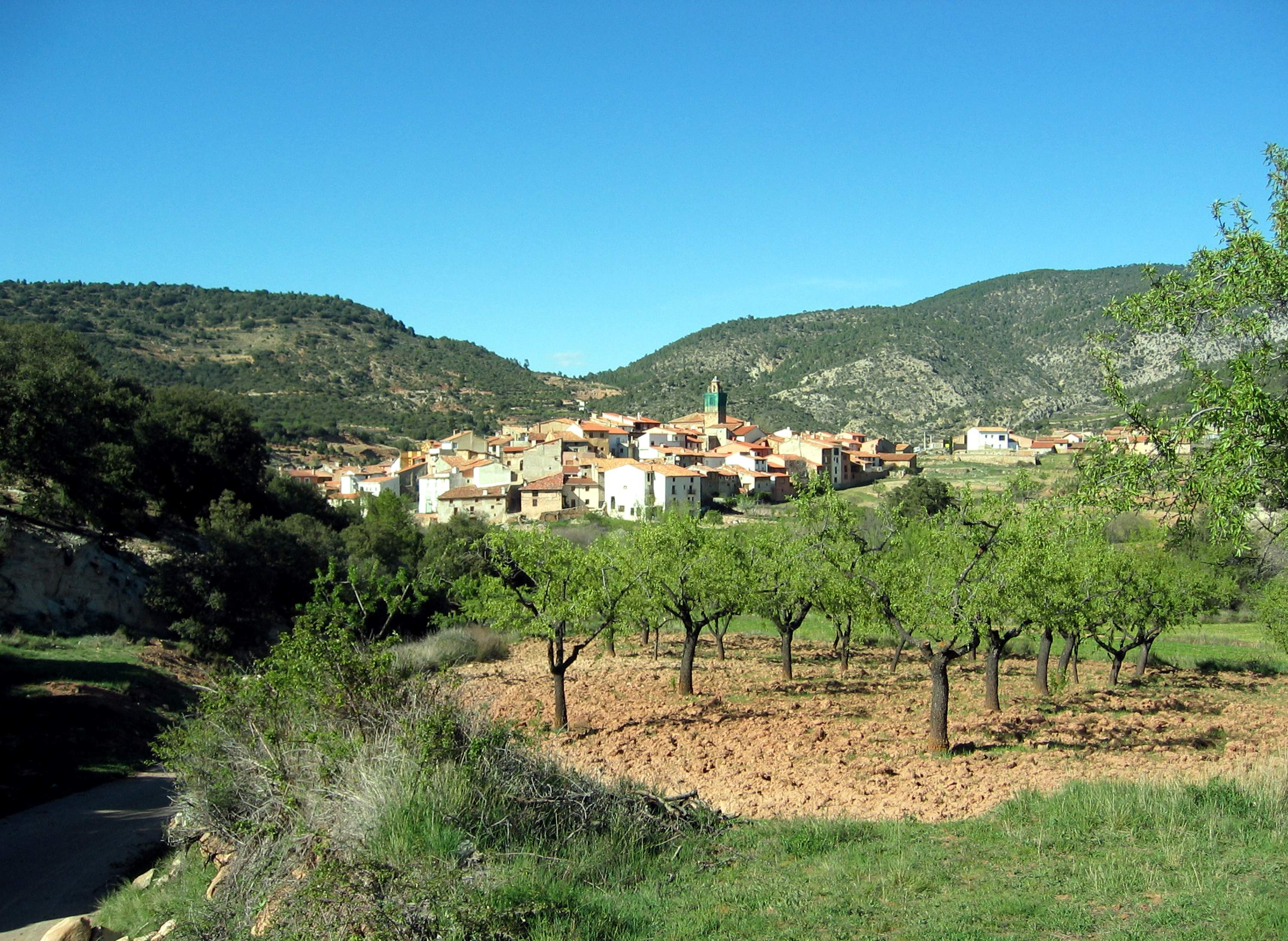
Vista general (meridional) de Puebla de San Miguel, desde el camino de Sesga (2015).
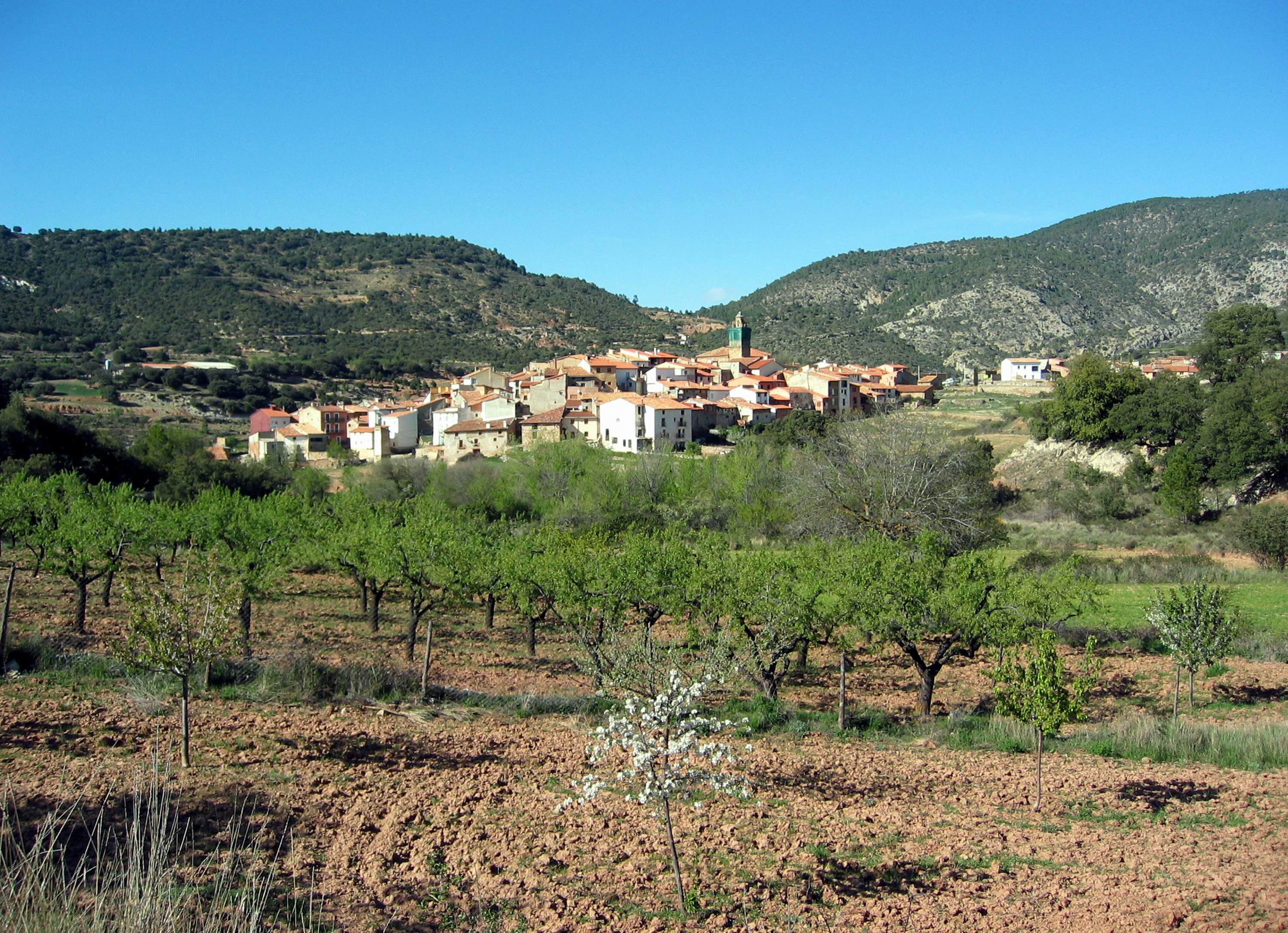
Vista general (meridional) de Puebla de San Miguel, desde el camino de Sesga (2015).
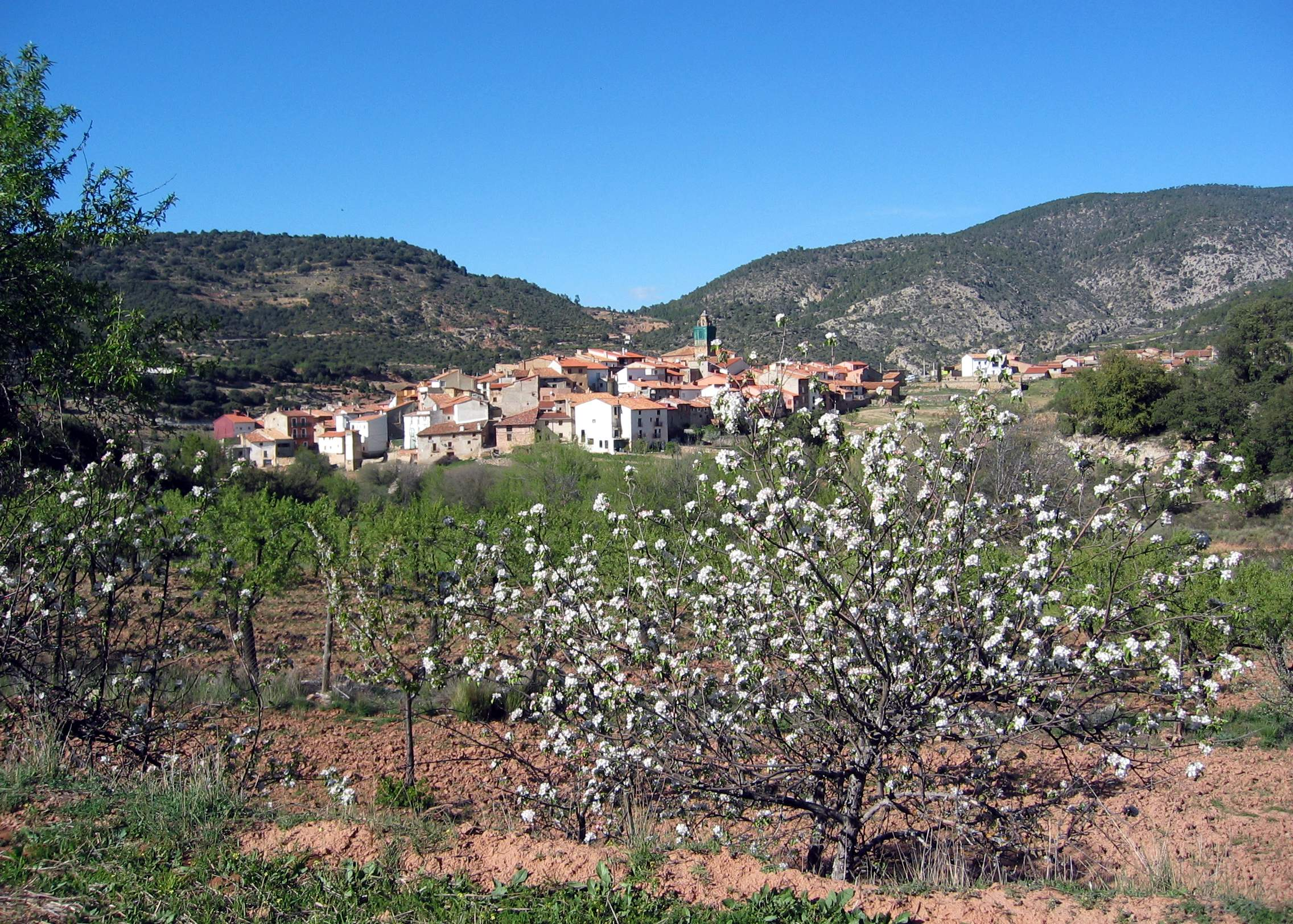
Vista general (meridional) de Puebla de San Miguel, desde el camino de Sesga (2015).
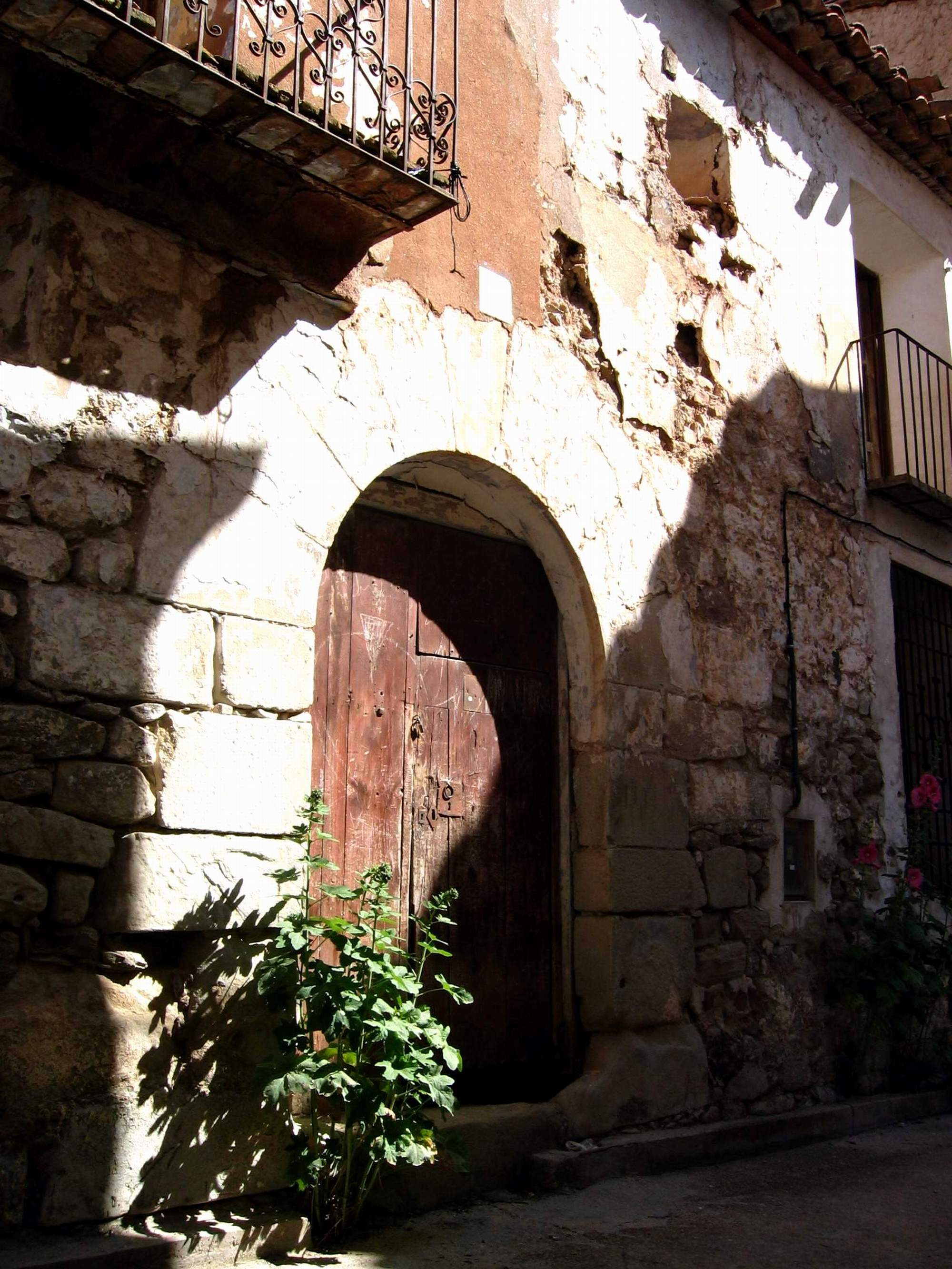
Detalle de arquitectura tradicional (venacular) en Puebla de San Miguel, correspondiente a la Casa Abadía (2003).
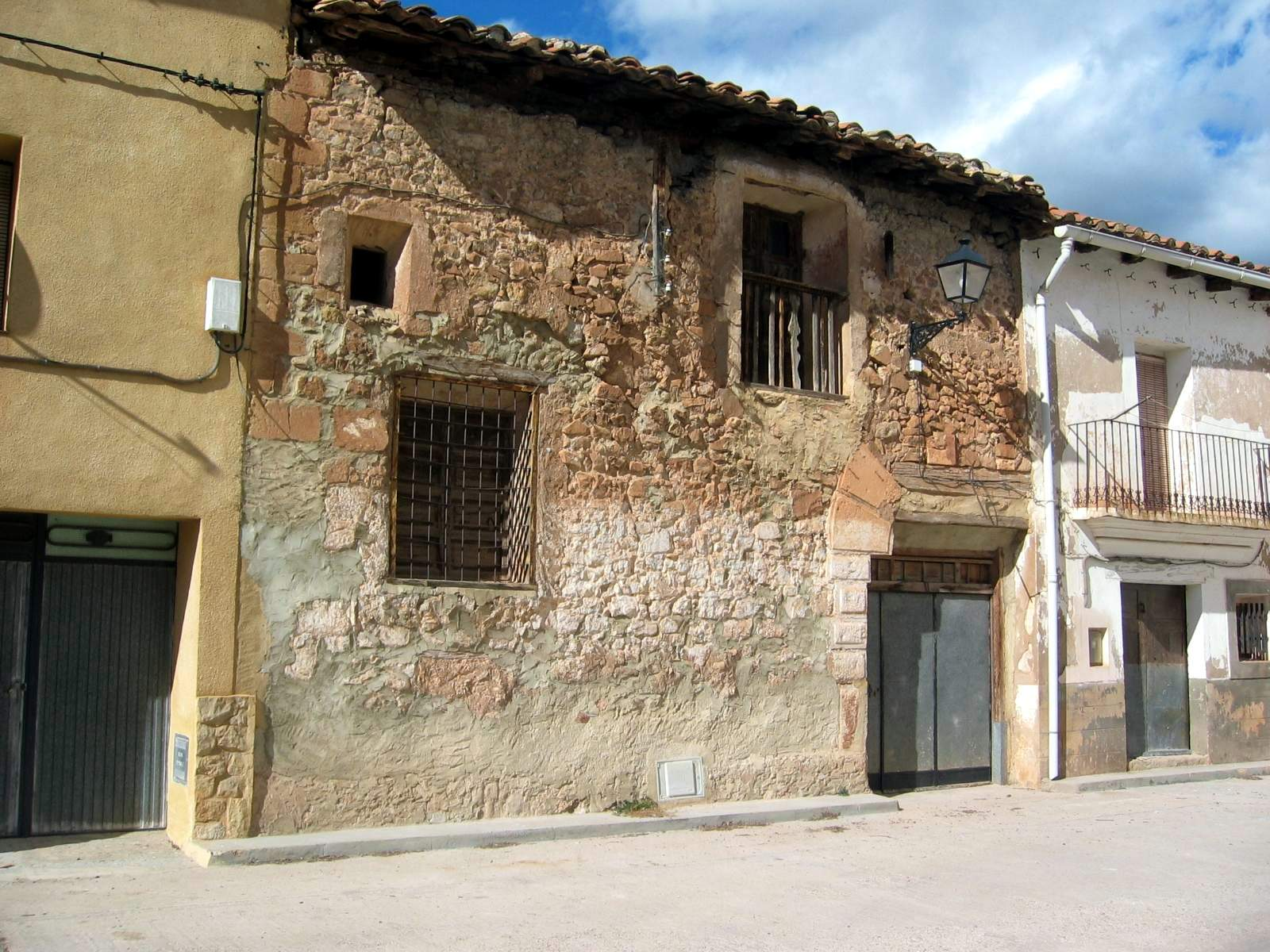
Detalle de arquitectura tradicional (venacular) en Puebla de San Miguel (2003).
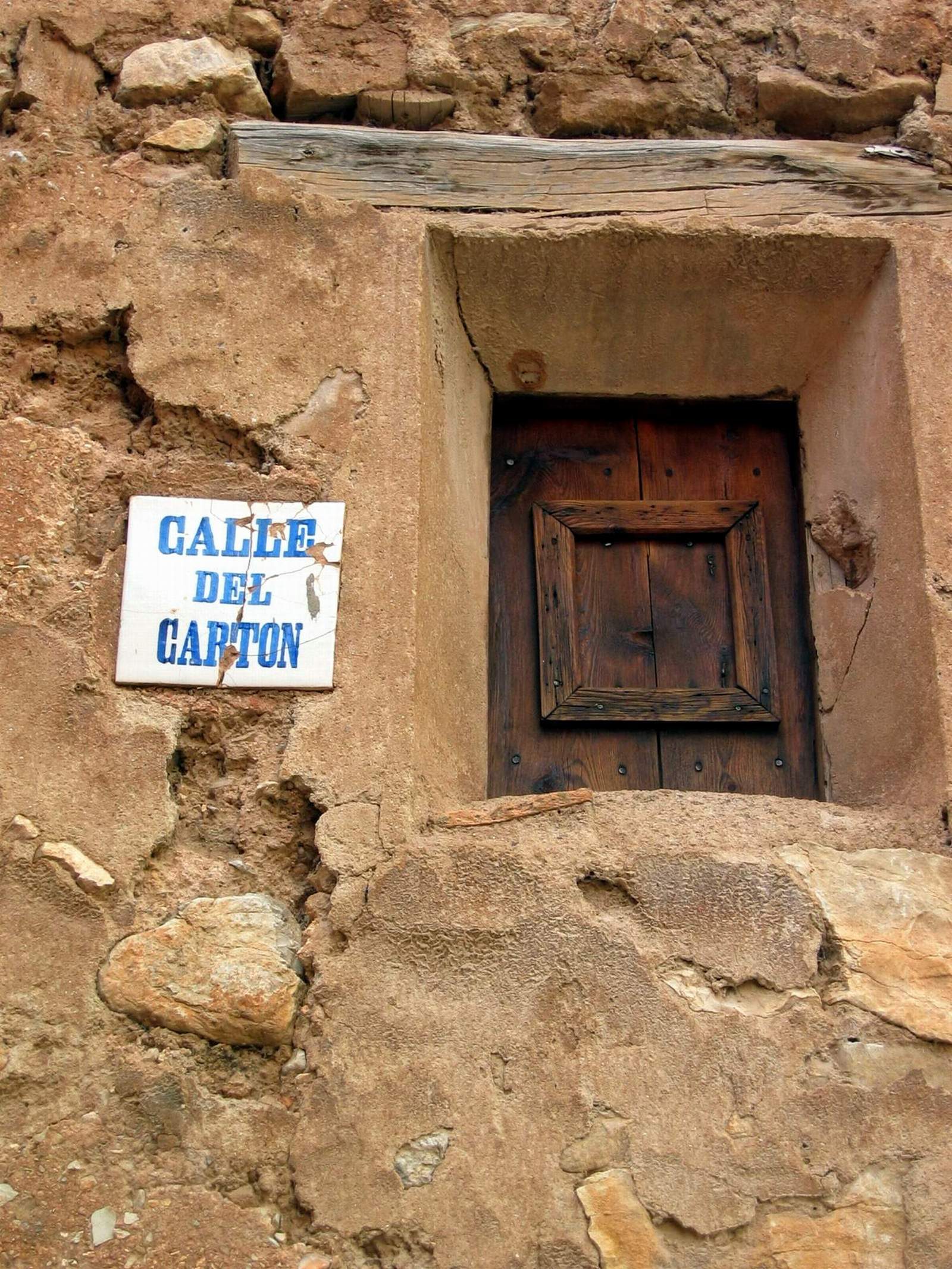
Detalle de arquitectura tradicional (venacular) en Puebla de San Miguel, con ladrillo cerámico (2003).
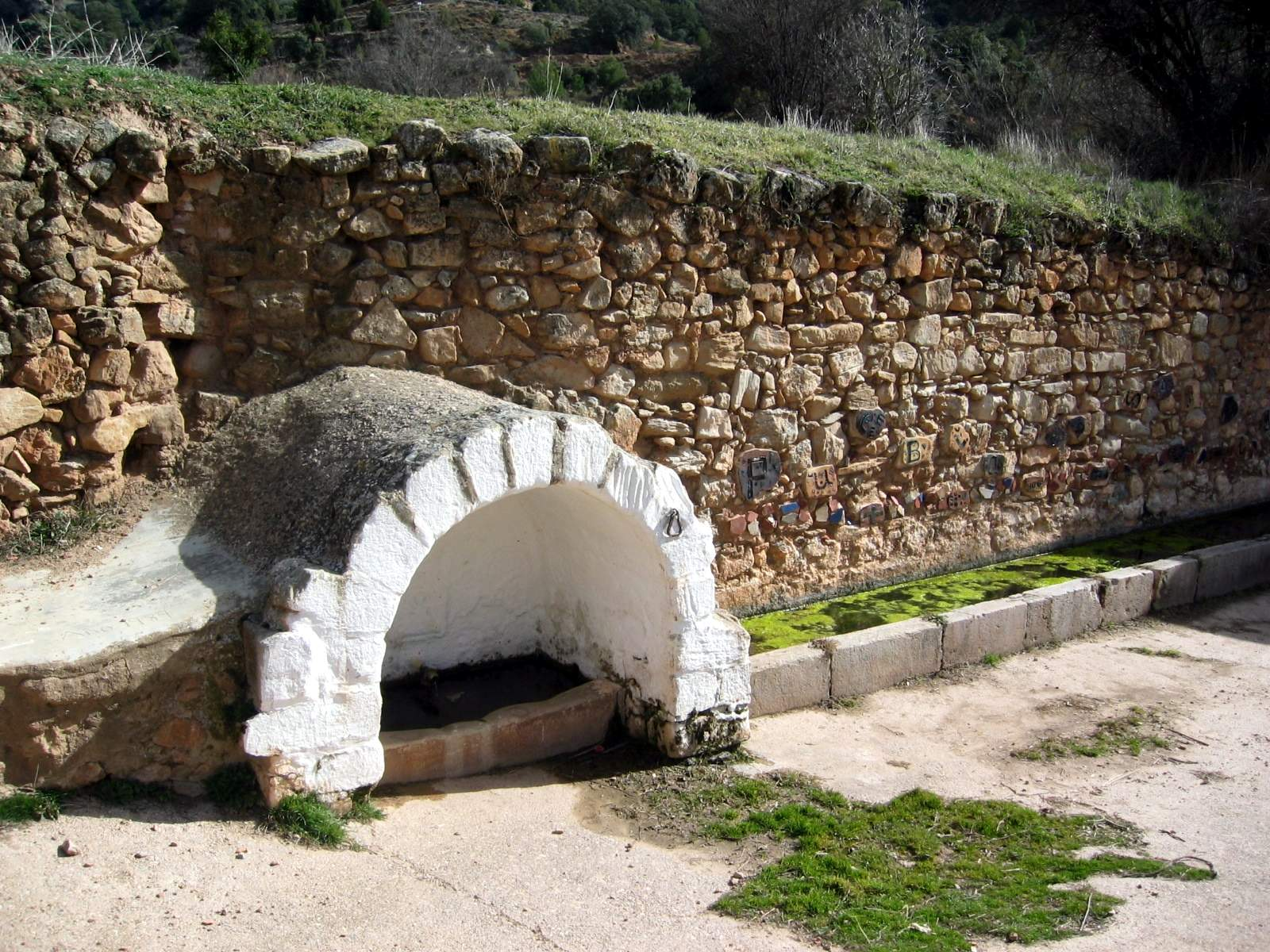
Detalle de arquitectura tradicional (venacular) en Puebla de San Miguel, correspondiente a la fuente de Abajo (2003).
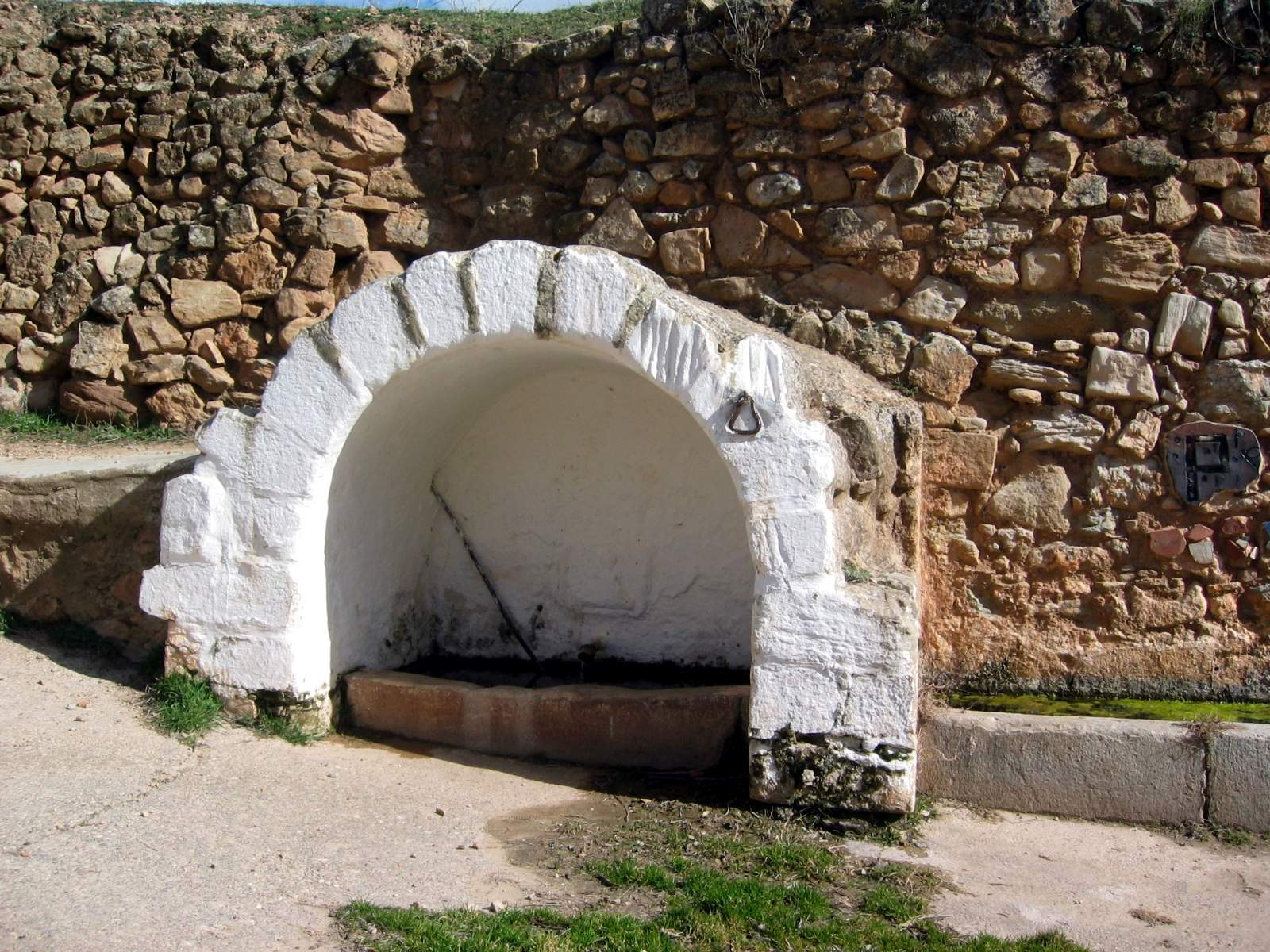
Detalle de arquitectura tradicional (venacular) en Puebla de San Miguel, correspondiente a la fuente de Abajo (2003).
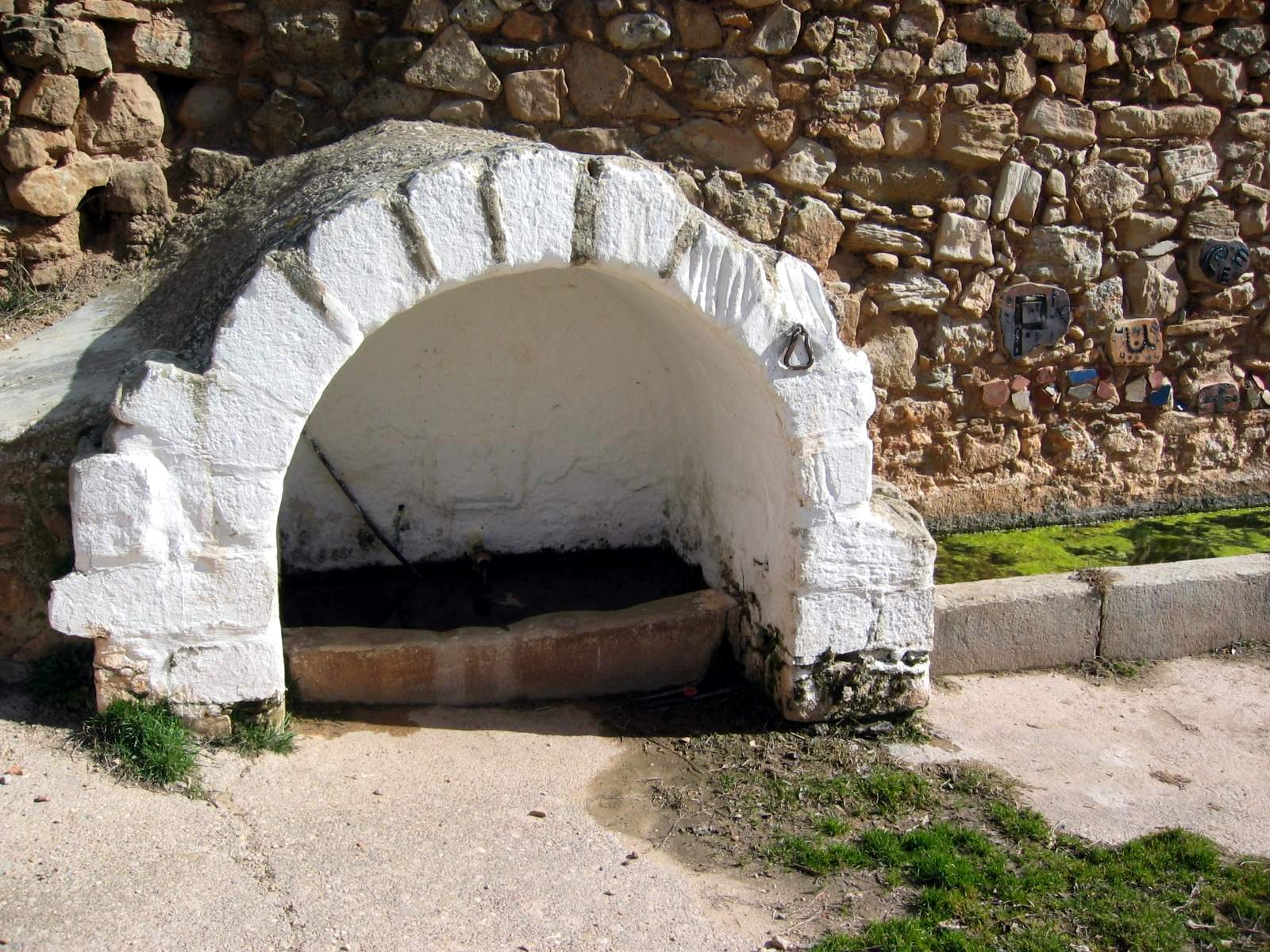
Detalle de arquitectura tradicional (venacular) en Puebla de San Miguel, correspondiente a la fuente de Abajo (2003).
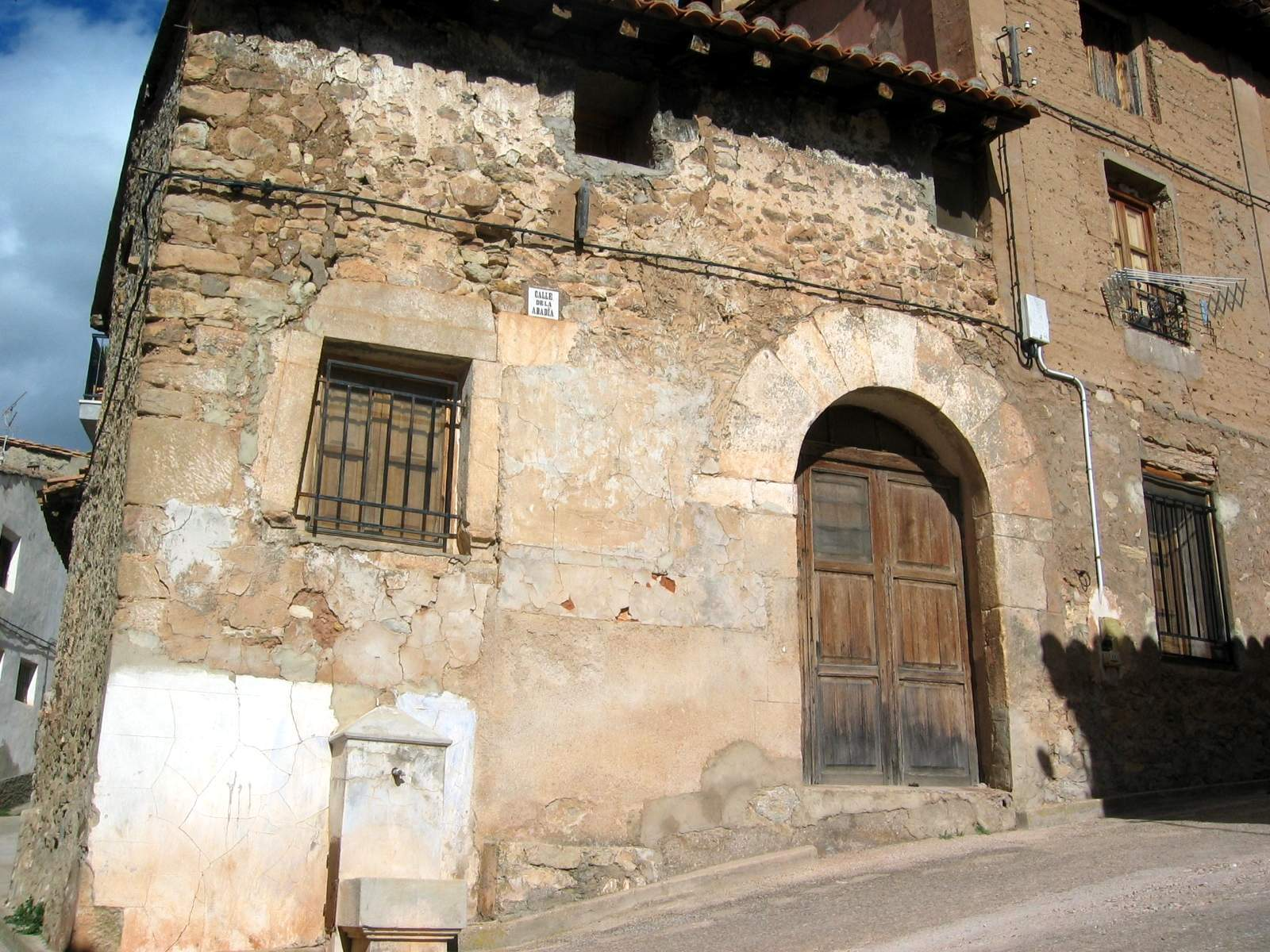
Detalle de arquitectura tradicional (vernacular) en Puebla de San Miguel (2003).
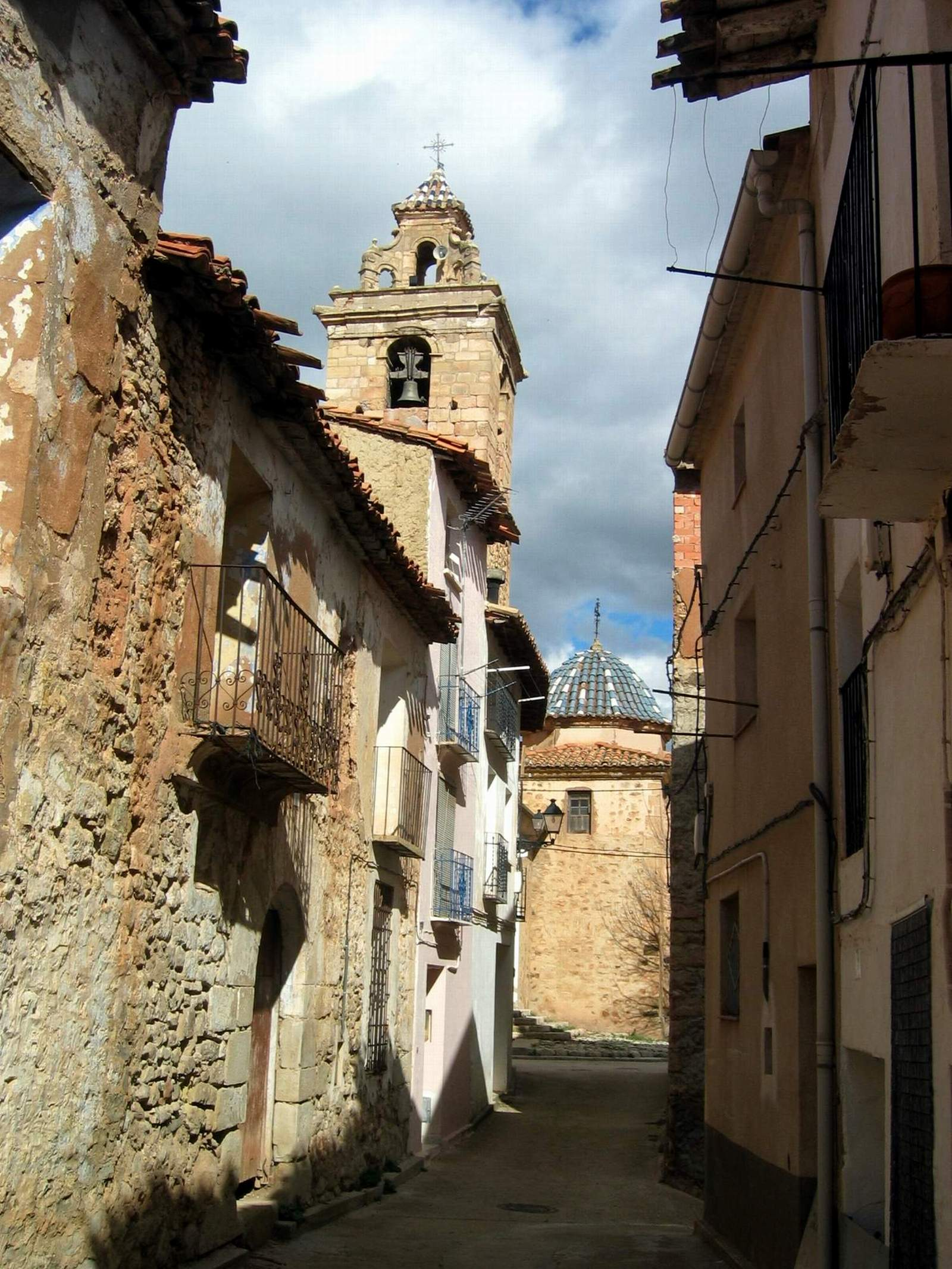
Detalle de arquitectura tradicional (vernacular) en Puebla de San Miguel, con el campanario de la parroquial al fondo (2003).
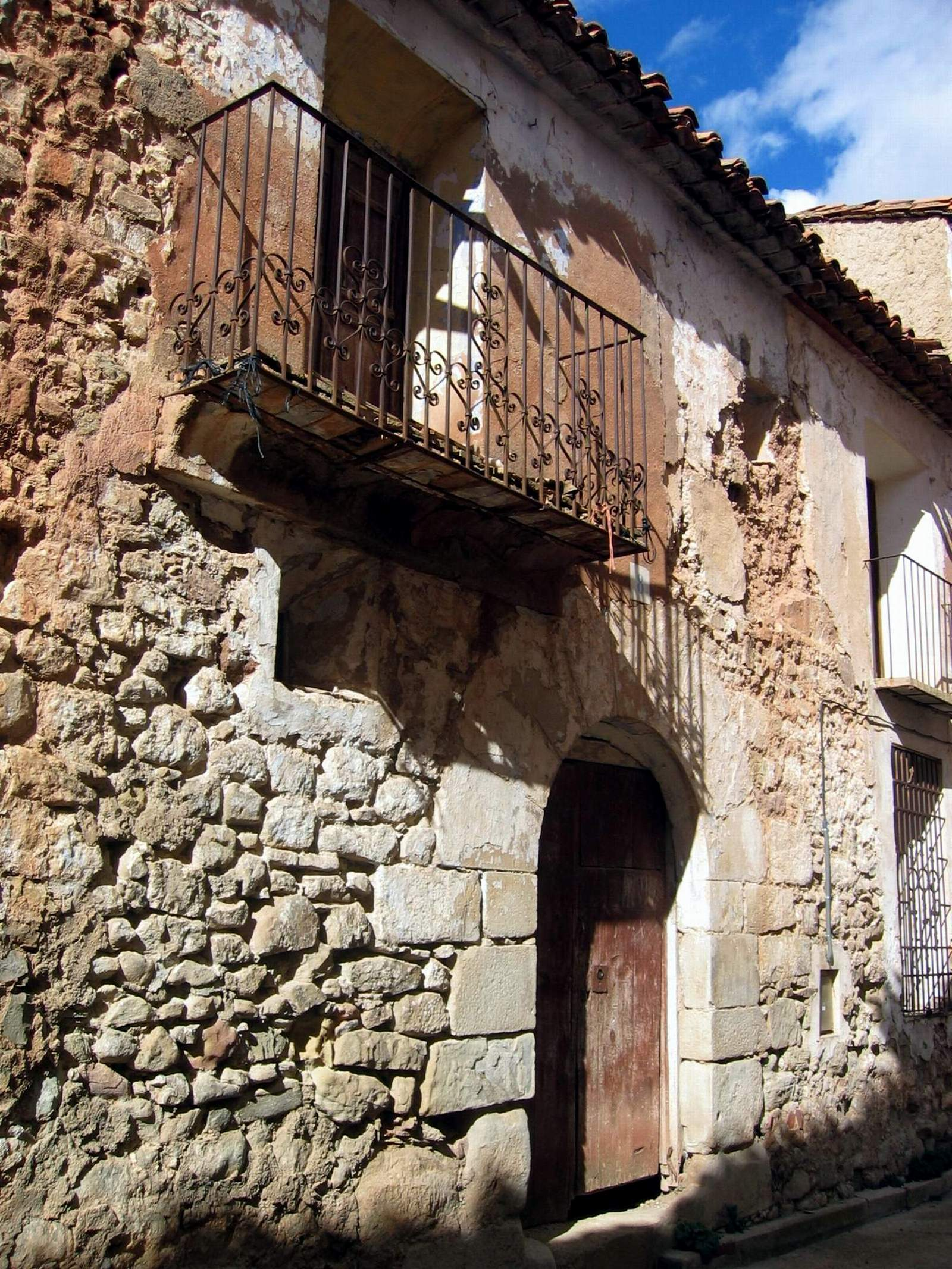
Detalle de arquitectura tradicional (vernacular) en Puebla de San Miguel (2003).
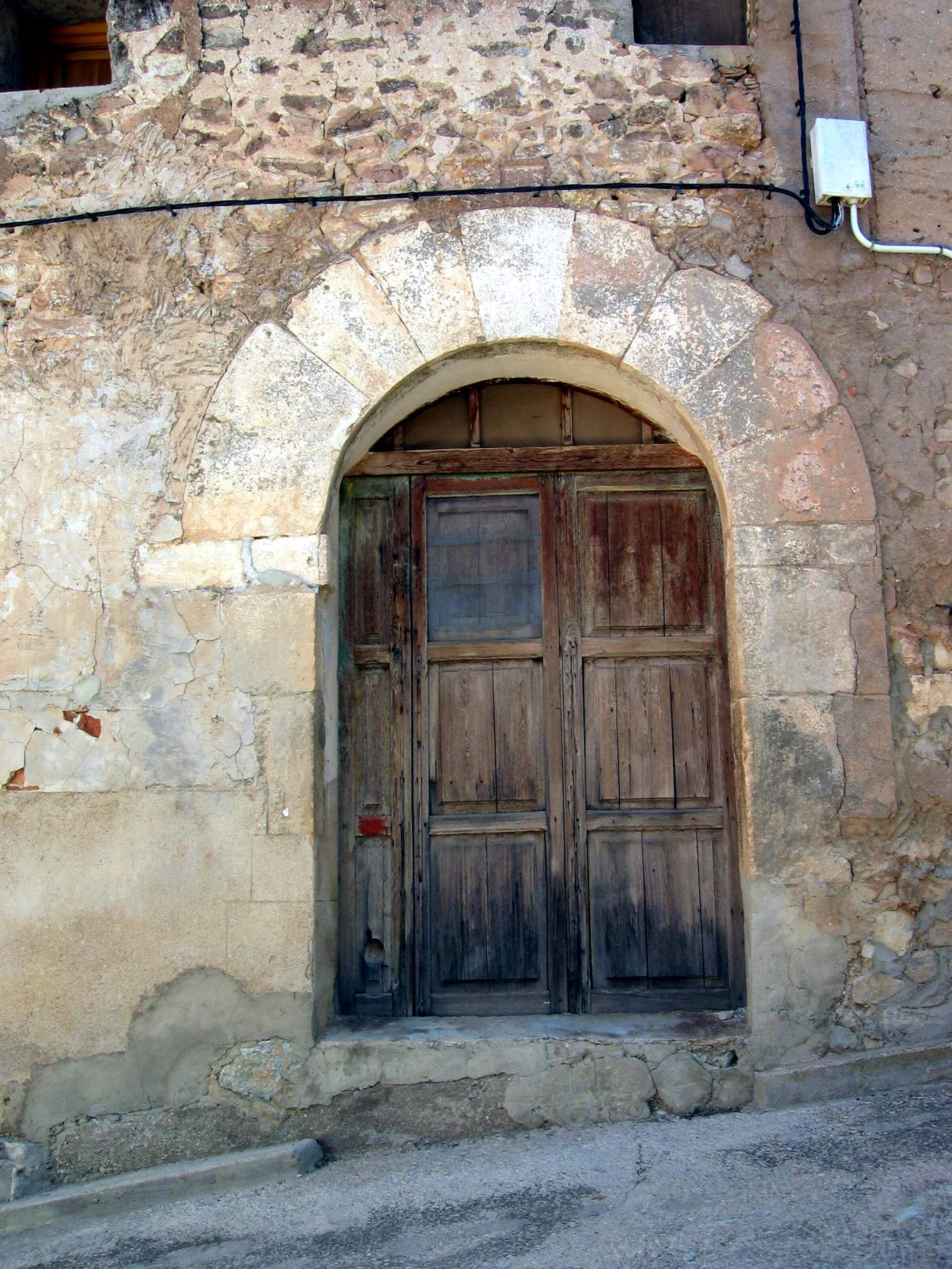
Detalle de arquitectura tradicional (vernacular) en Puebla de San Miguel (2009).
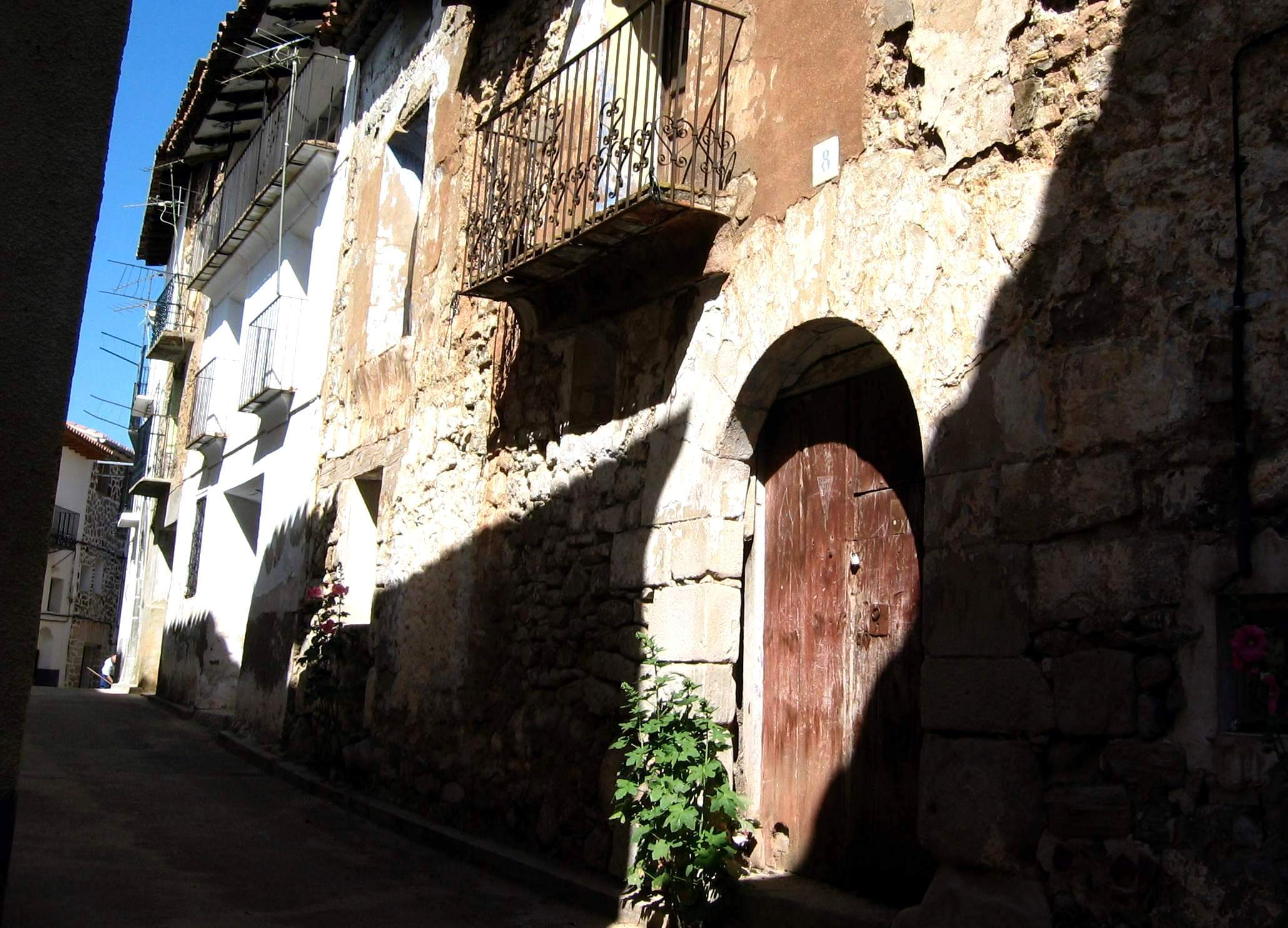
Detalle de arquitectura tradicional (vernacular) en Puebla de San Miguel (2009).
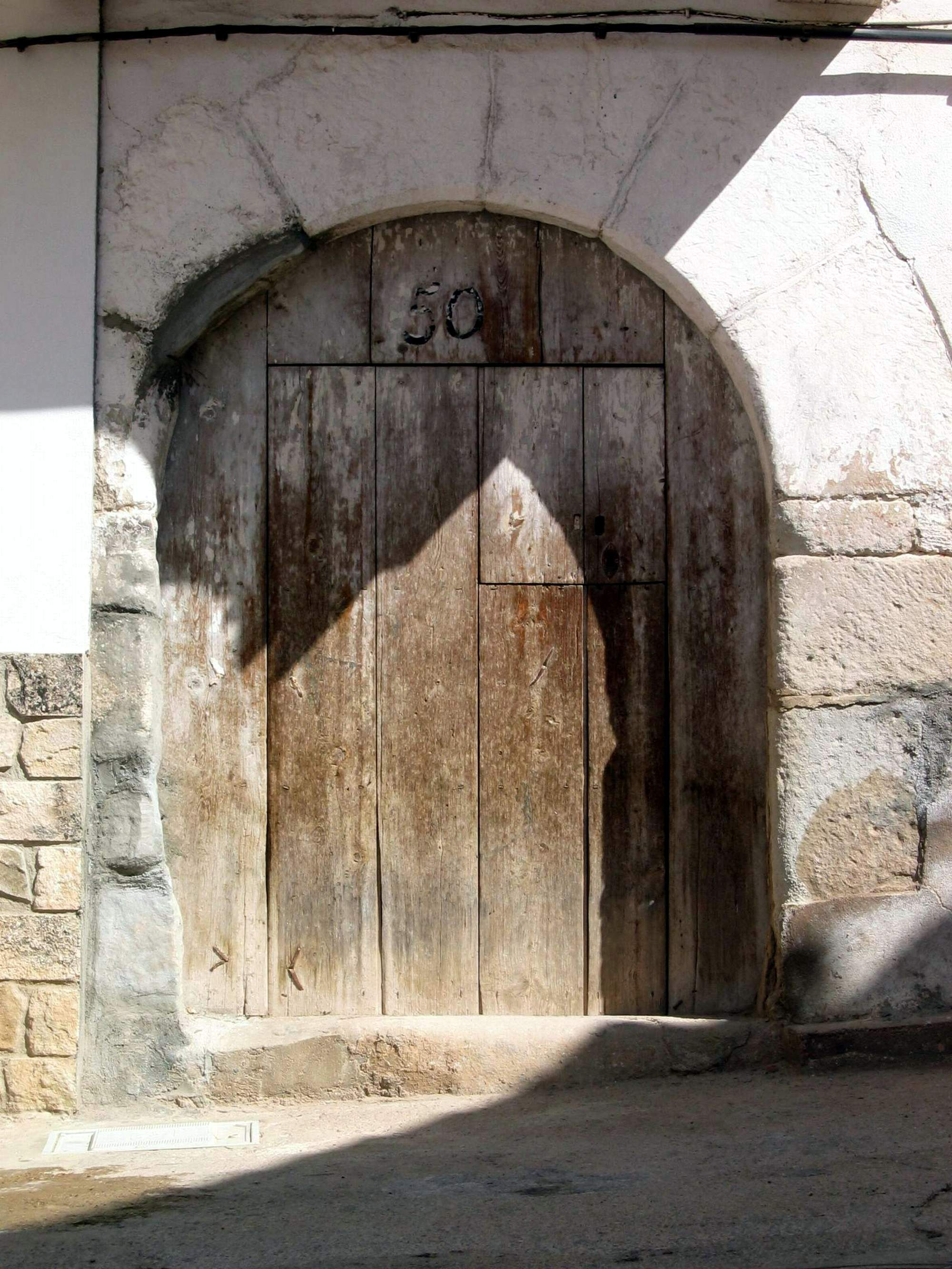
Detalle de arquitectura tradicional (vernacular) en Puebla de San Miguel (2009).
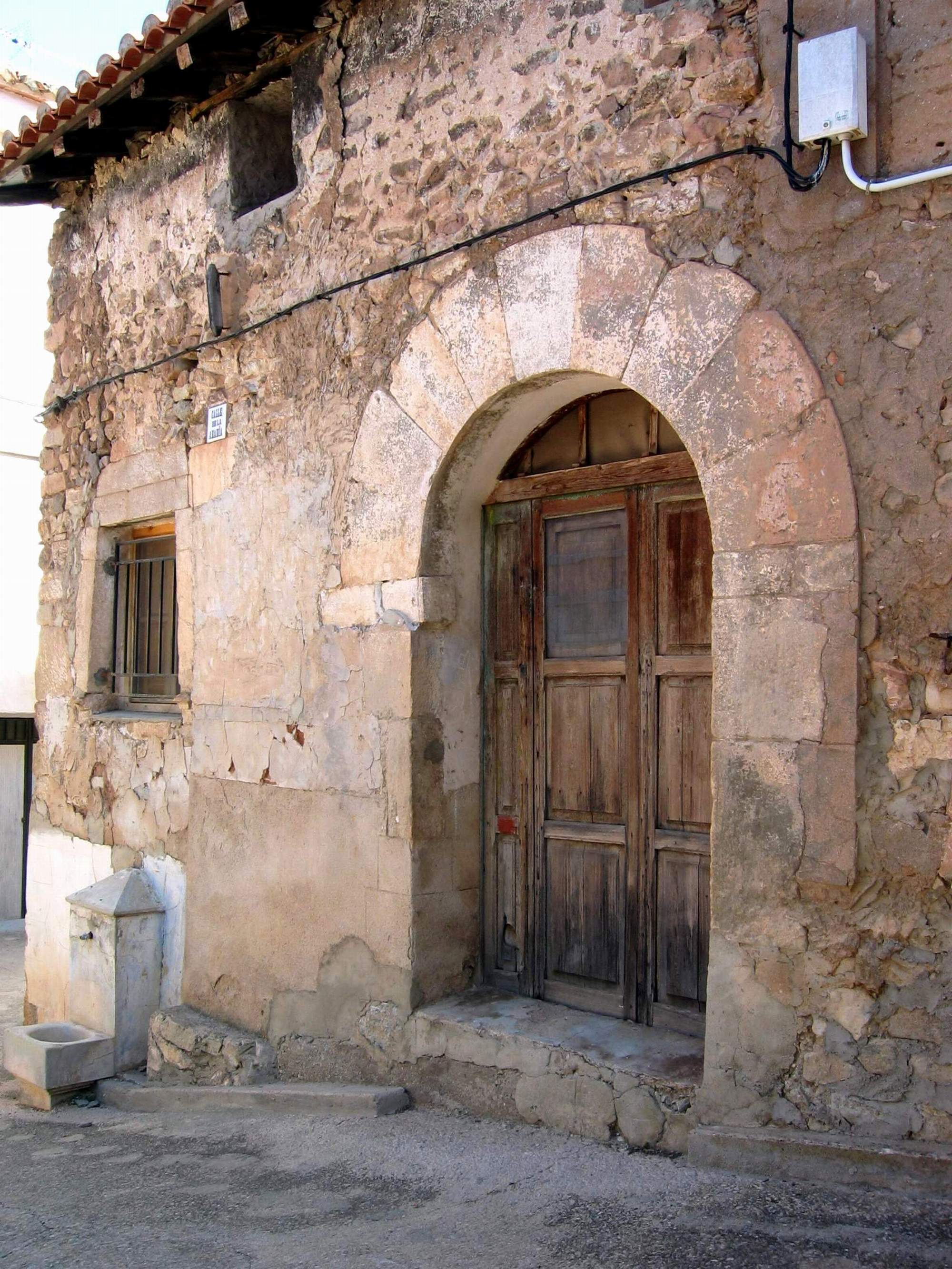
Detalle de arquitectura tradicional (vernacular) en Puebla de San Miguel (2009).
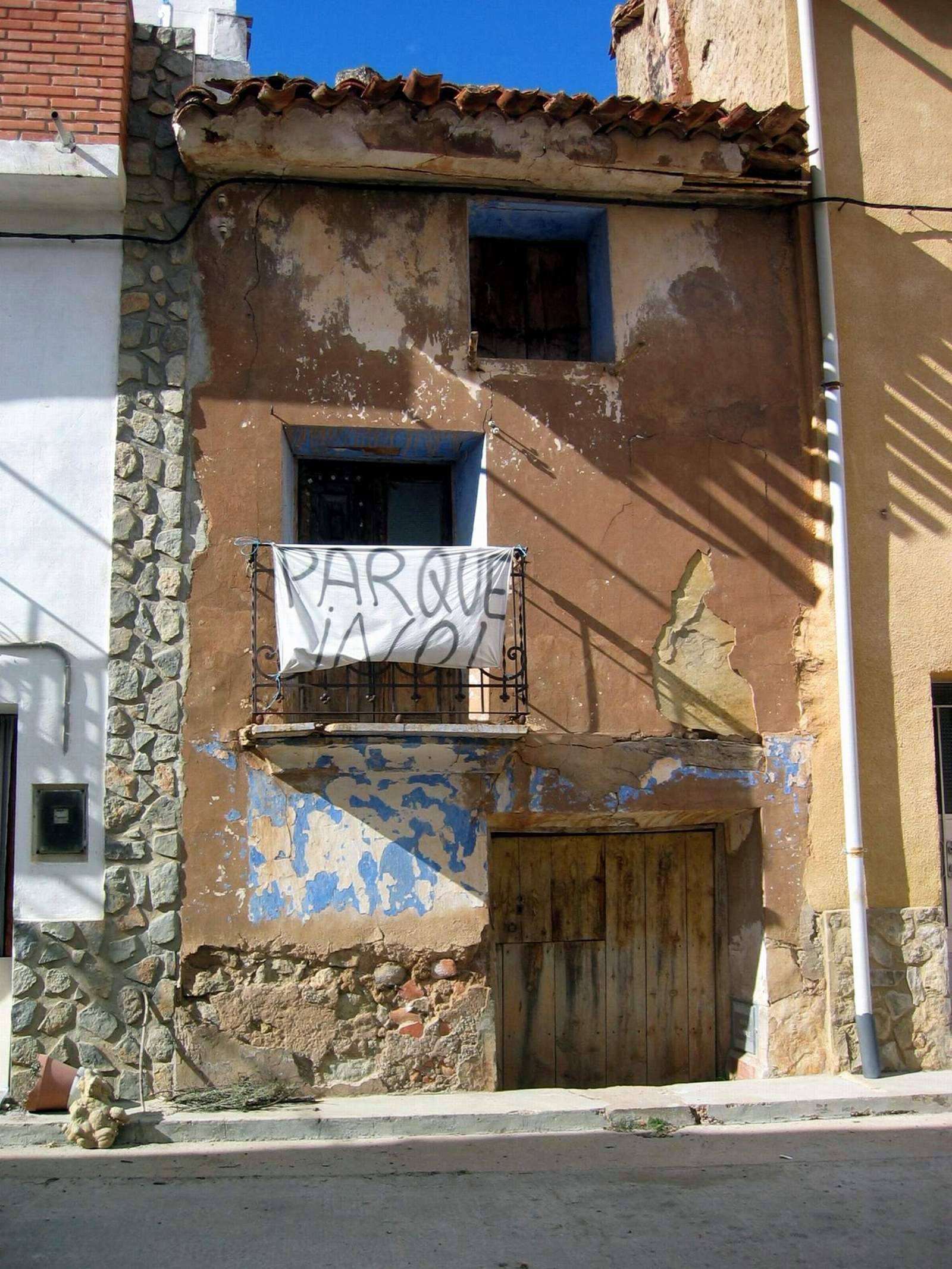
Detalle de arquitectura tradicional (vernacular) en Puebla de San Miguel, con pancarta de oposición al parque natural (2009).
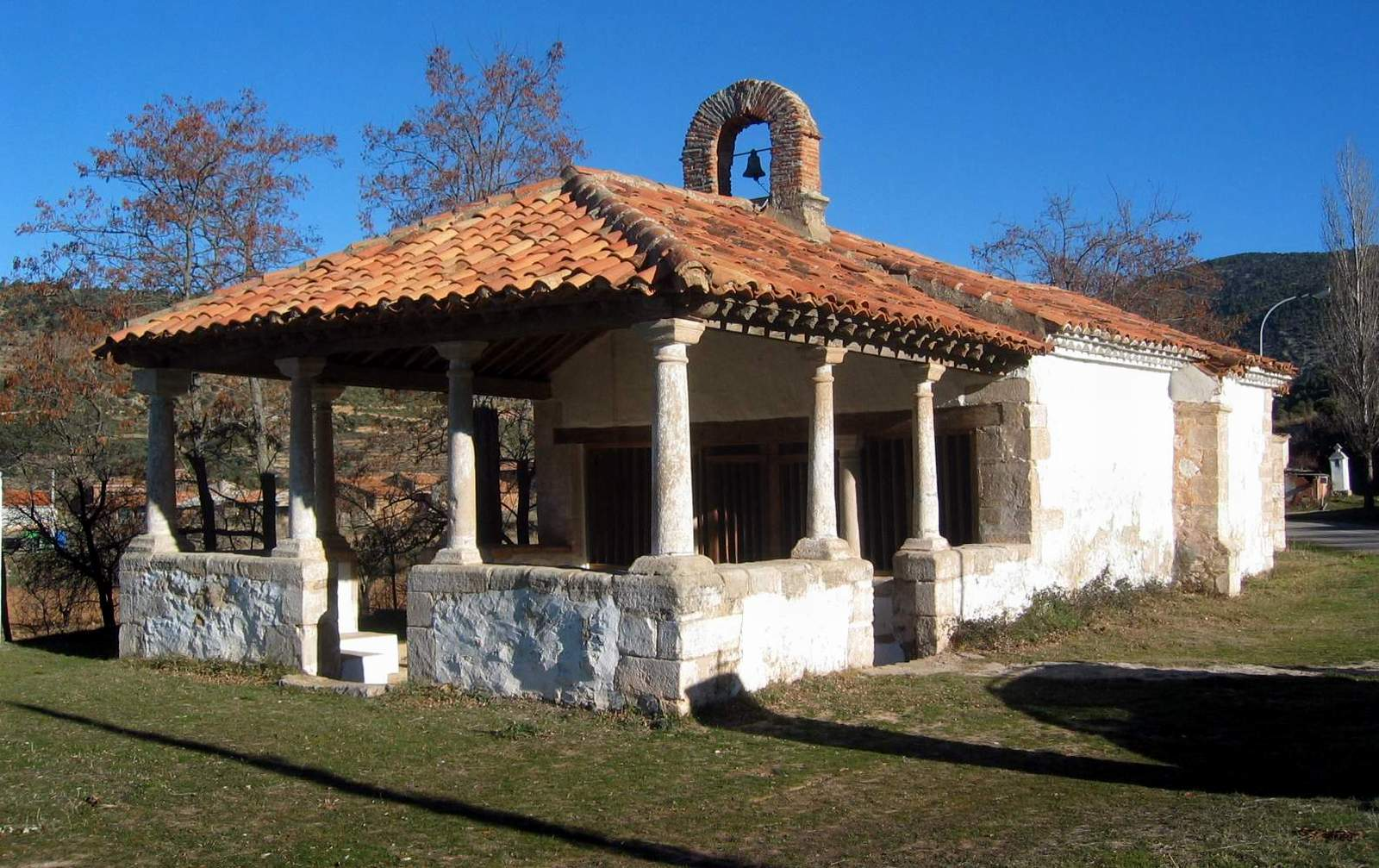
Vista fronto-lateral derecha de la ermita de la Inmaculada Concepción en Puebla de San Miguel (2006).
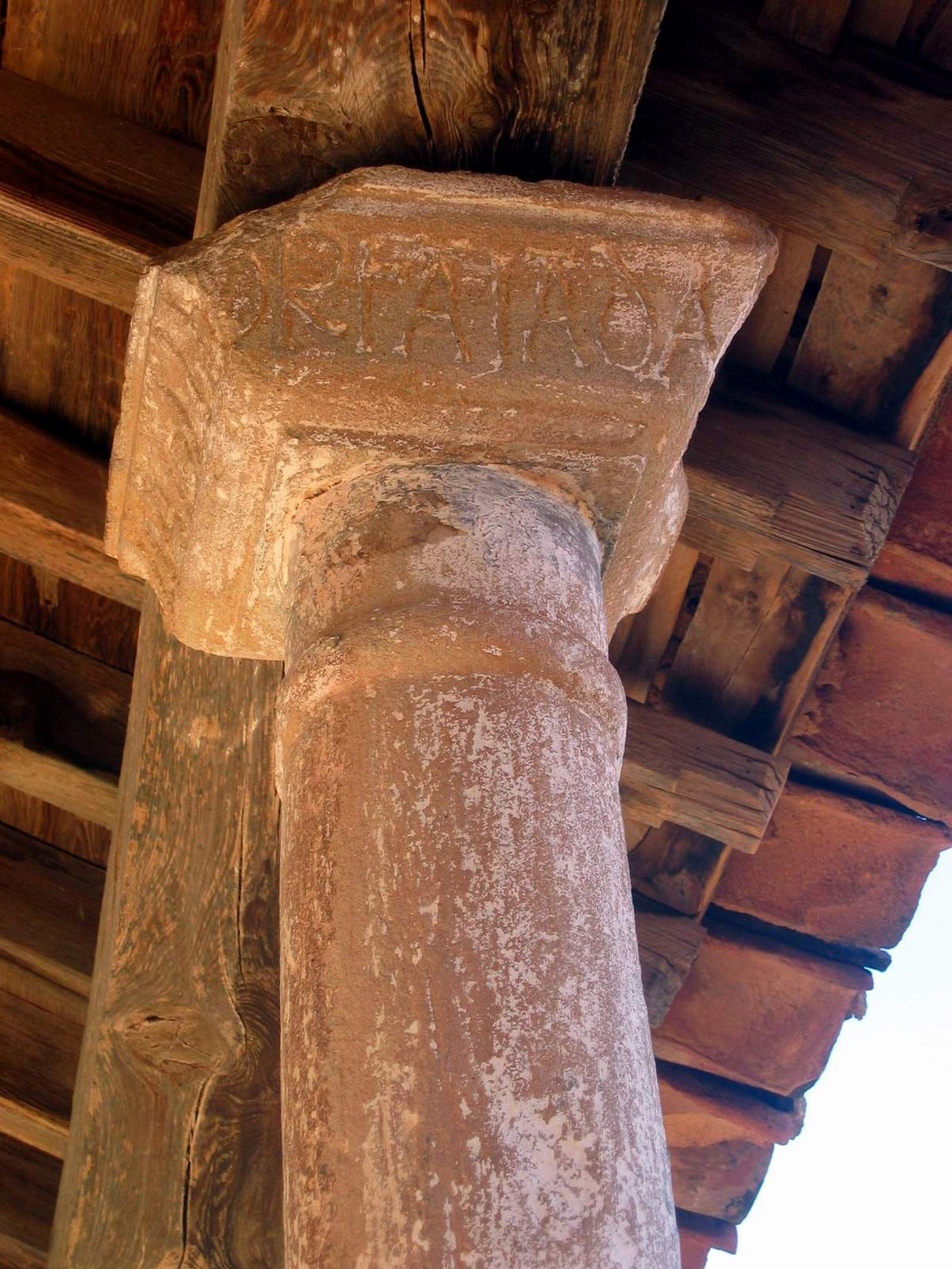
Detalle arquitectónico en la ermita de la Inmaculada Concepción en Puebla de San Miguel (2006).
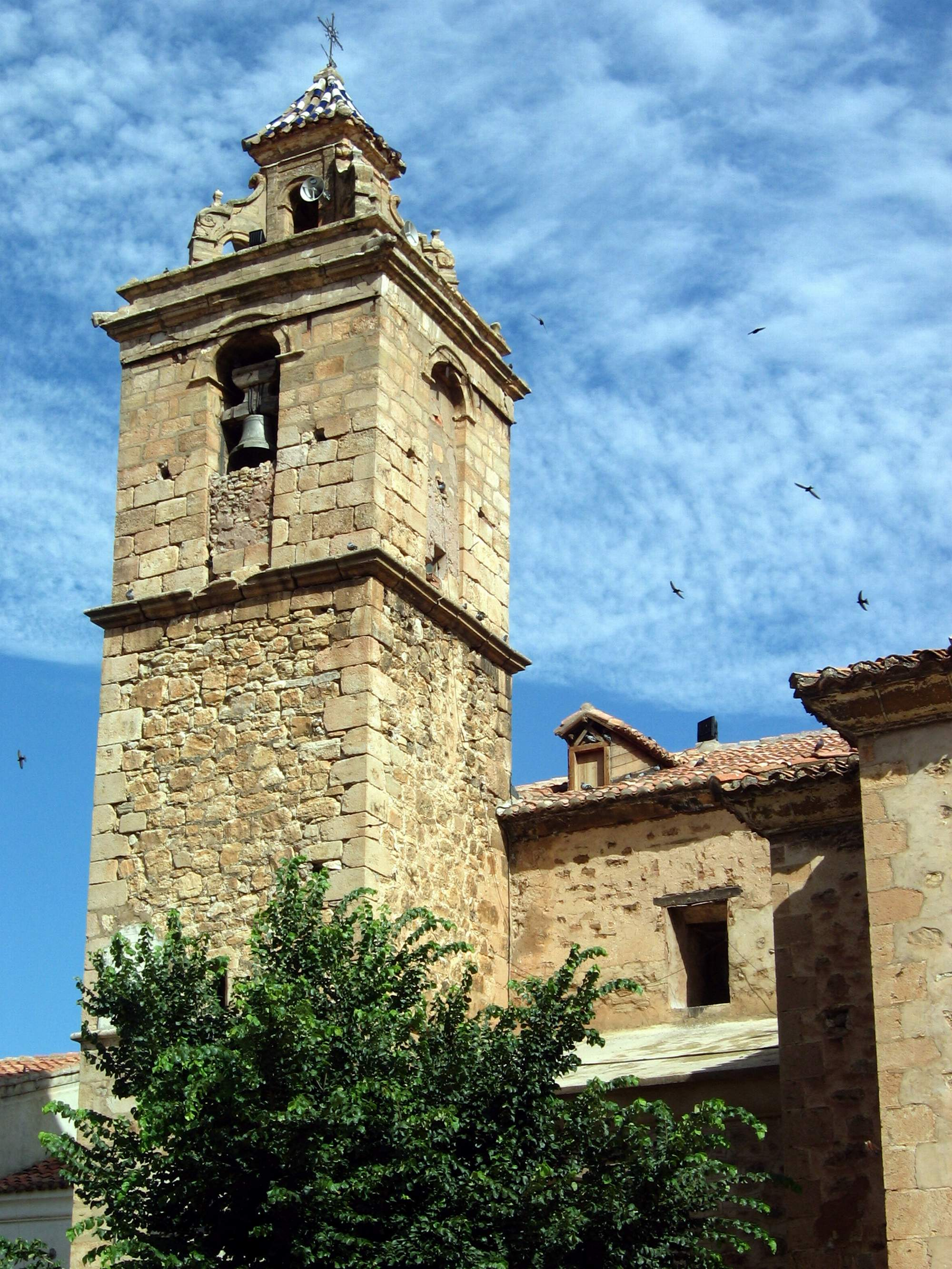
Detalle de la torre-campanario de la parroquial de Puebla de San Miguel (2004).
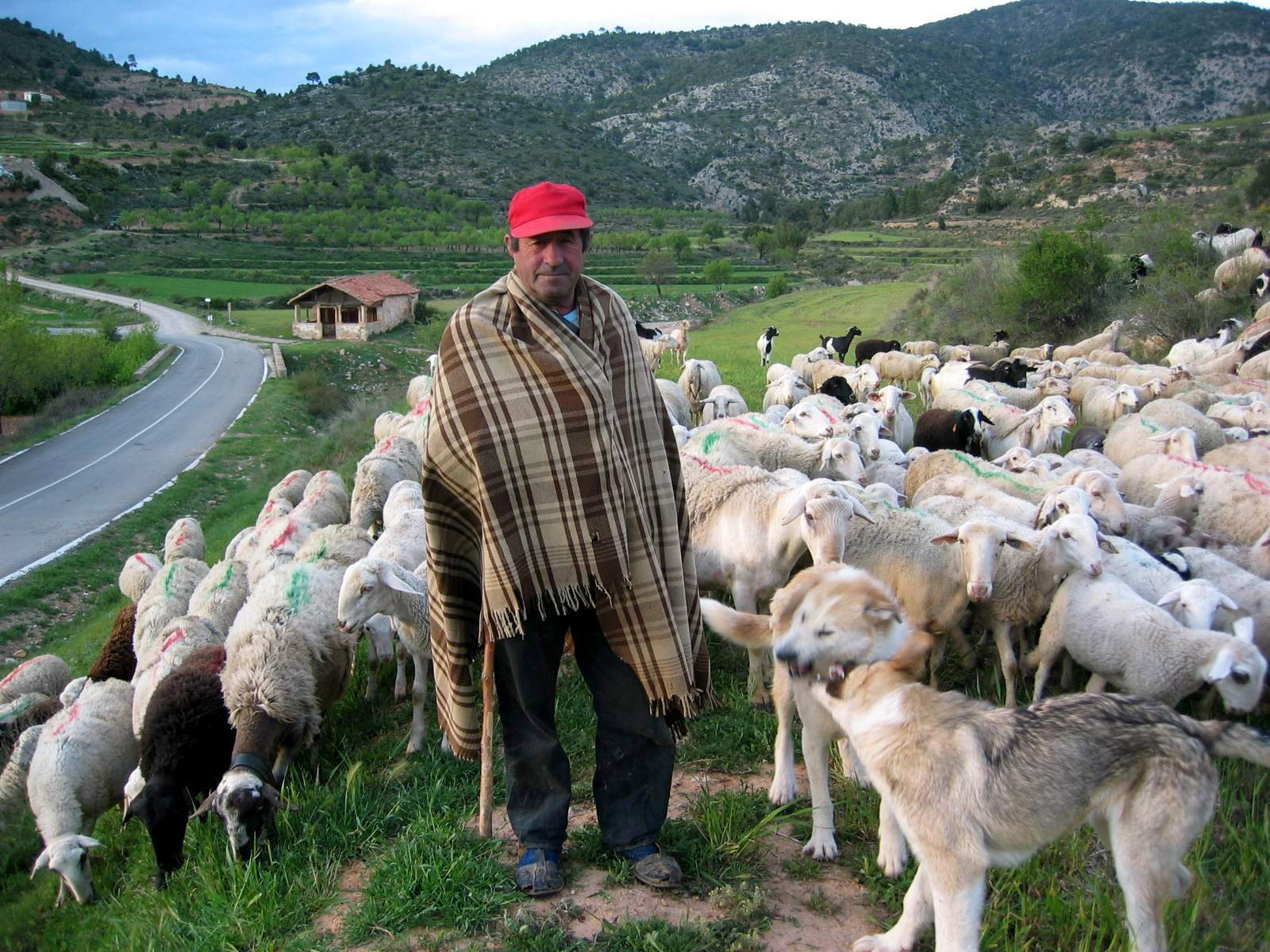
Paisaje humano en Puebla de San Miguel (Valencia), con detalle de la ermita de San Roque al fondo (2007).
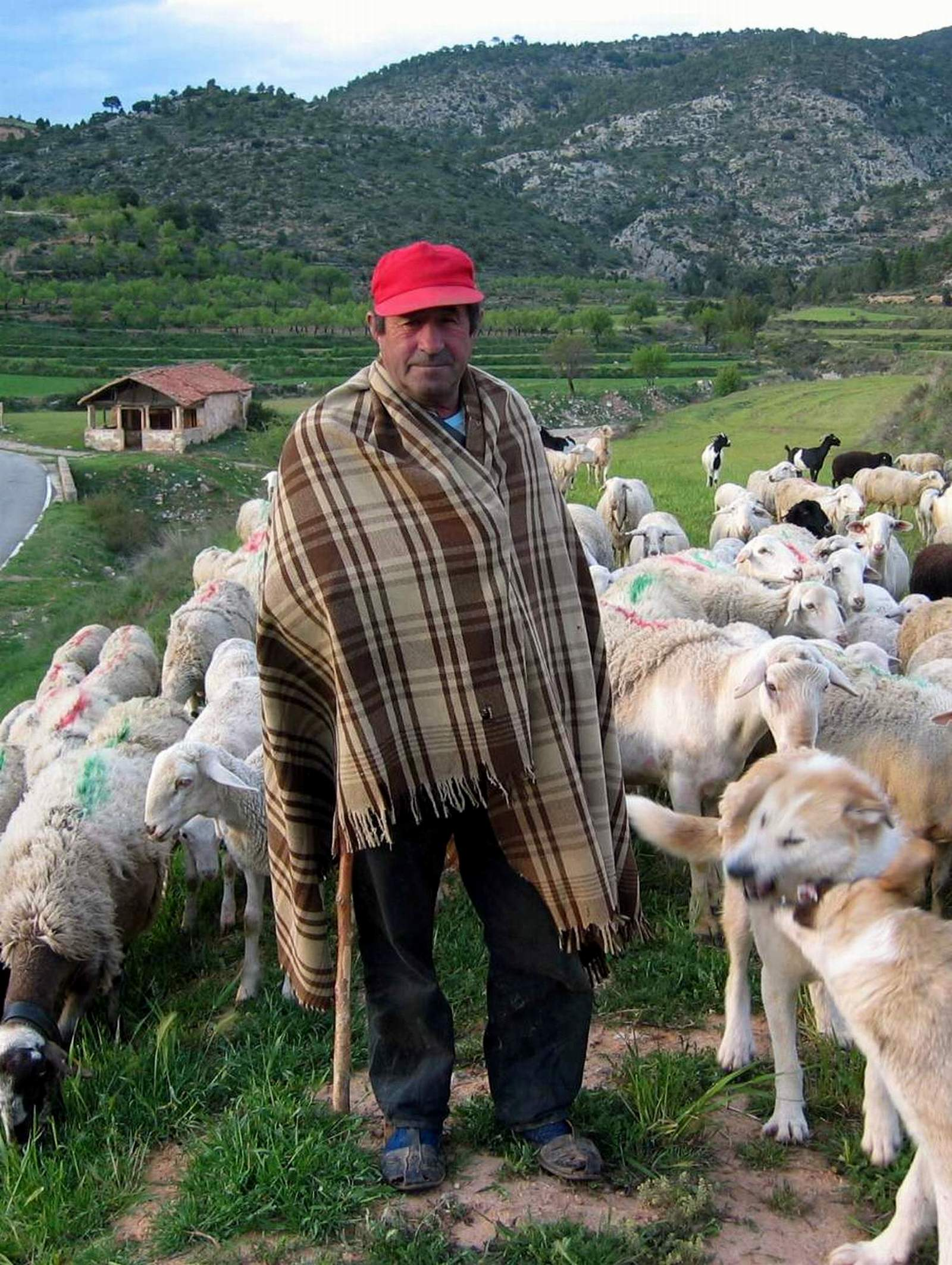
Paisaje humano en Puebla de San Miguel (Valencia), con detalle de la ermita de San Roque al fondo (2007).
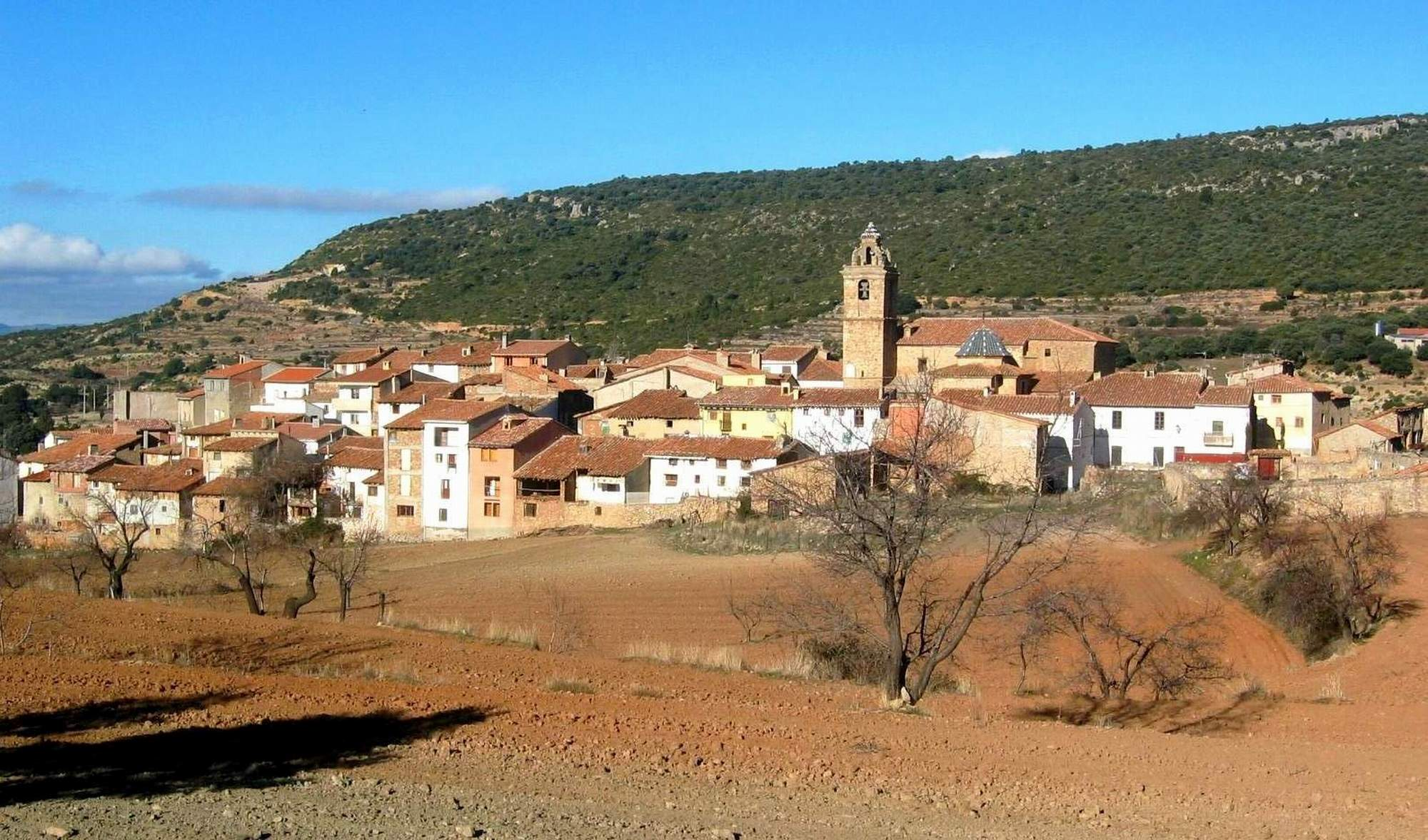
Vista parcial de Puebla de San Miguel (Valencia), desde la ermita de la Inmaculada Concepción (2006).
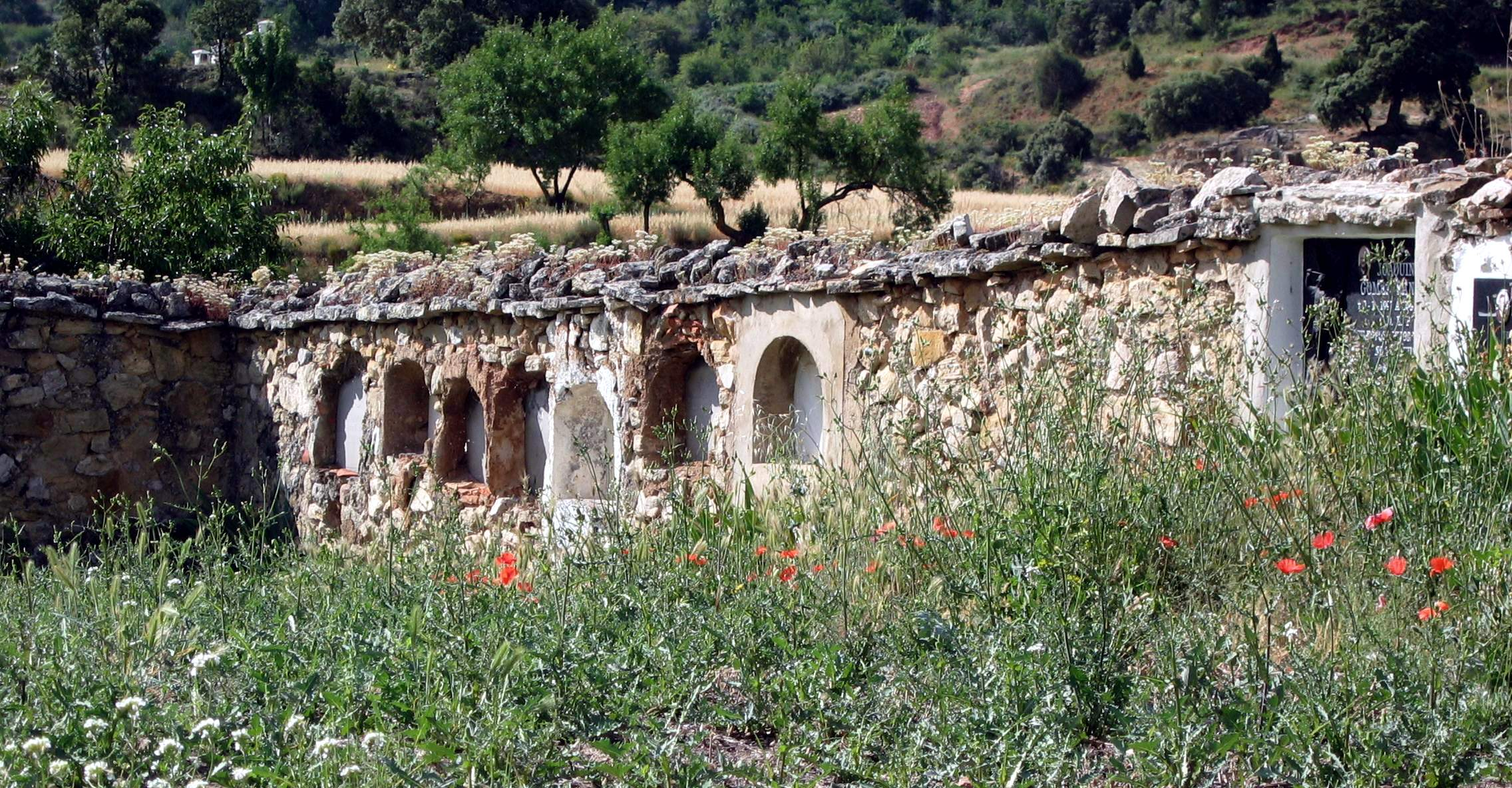
Detalle de señalizaciones funerarias en el cementerio viejo de Puebla de San Miguel (2006).
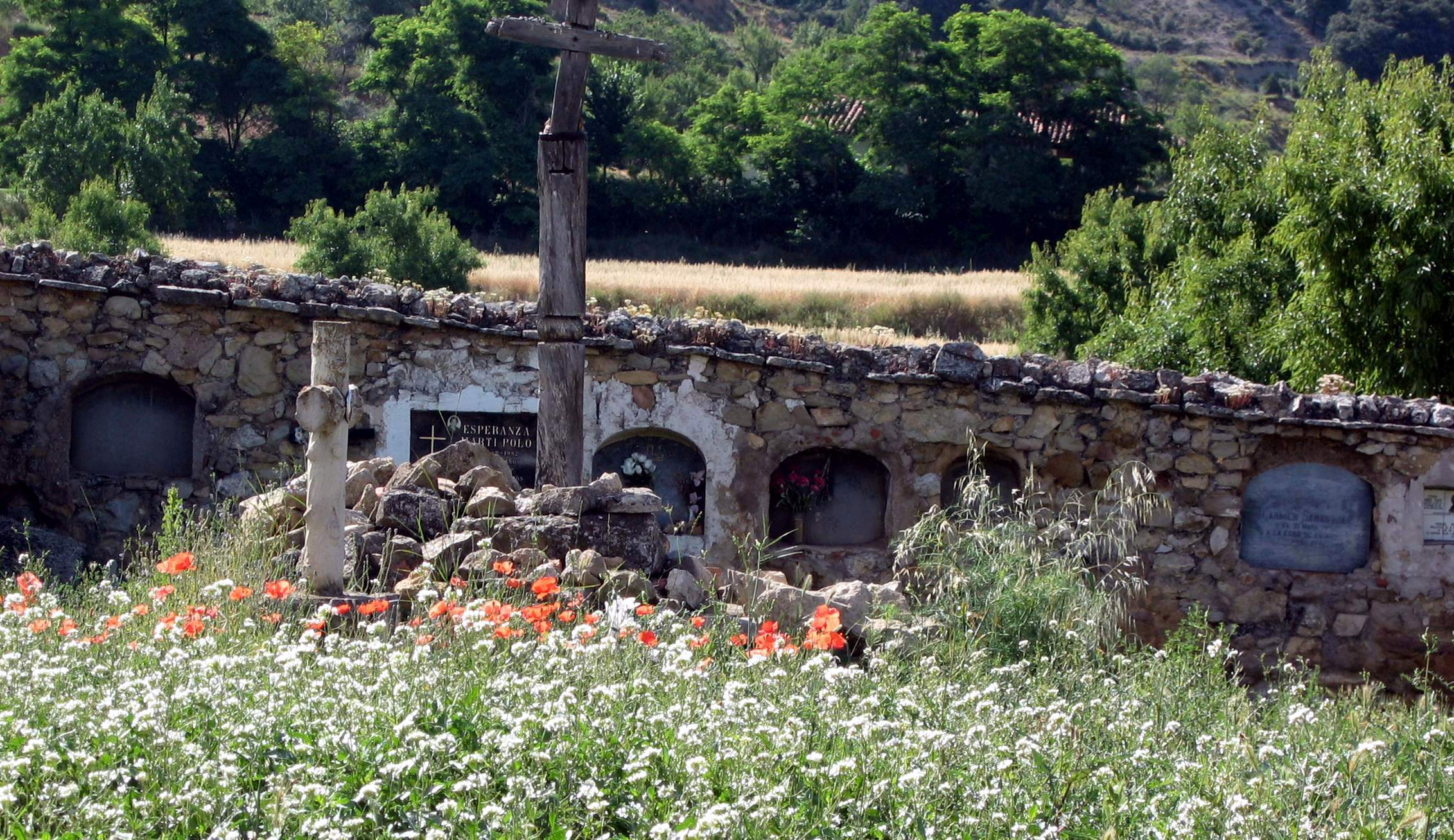
Detalle de señalizaciones funerarias en el cementerio de Puebla de San Miguel (2006).
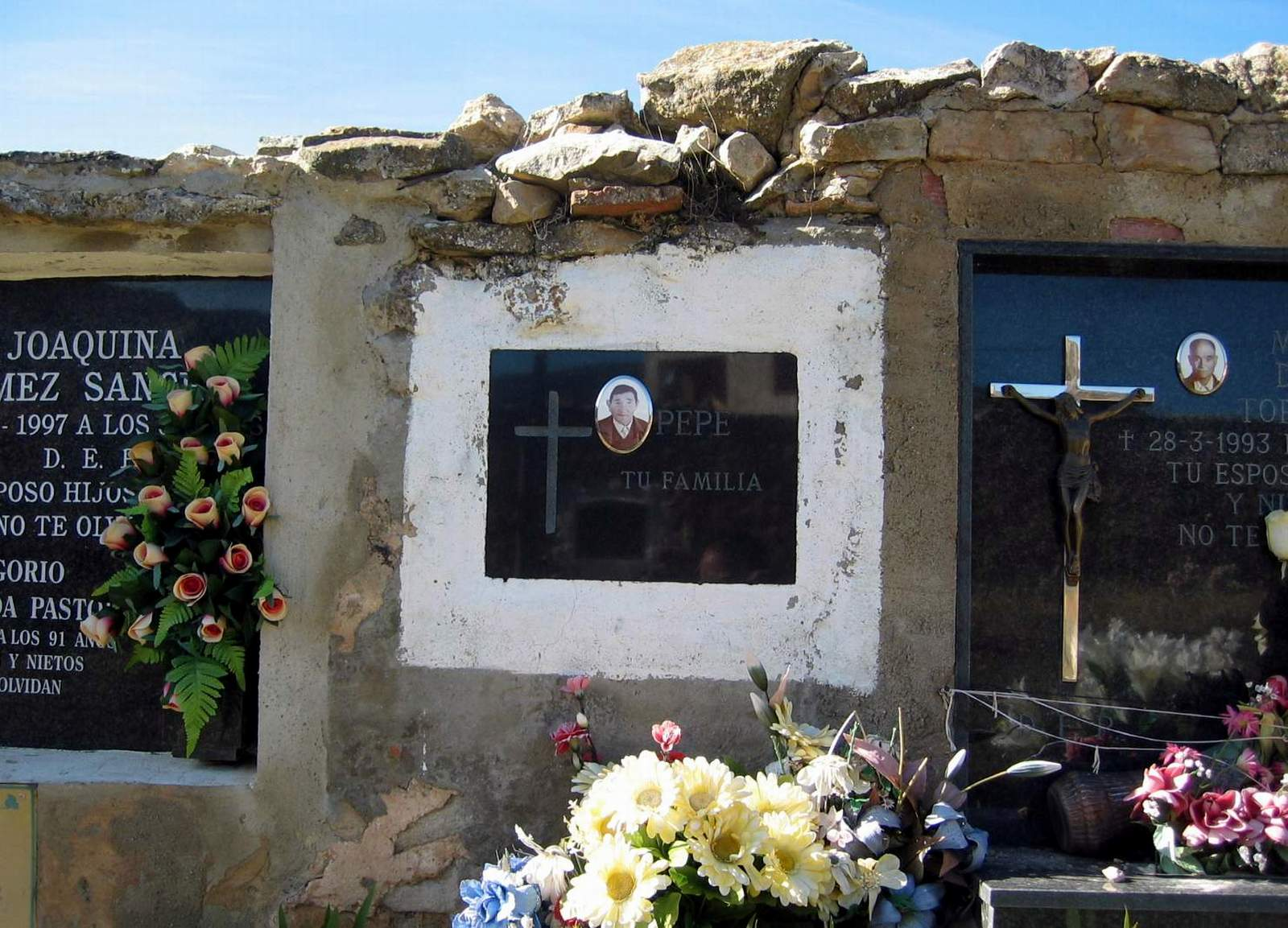
Detalle de señalizaciones funerarias en el cementerio de Puebla de San Miguel (2006).
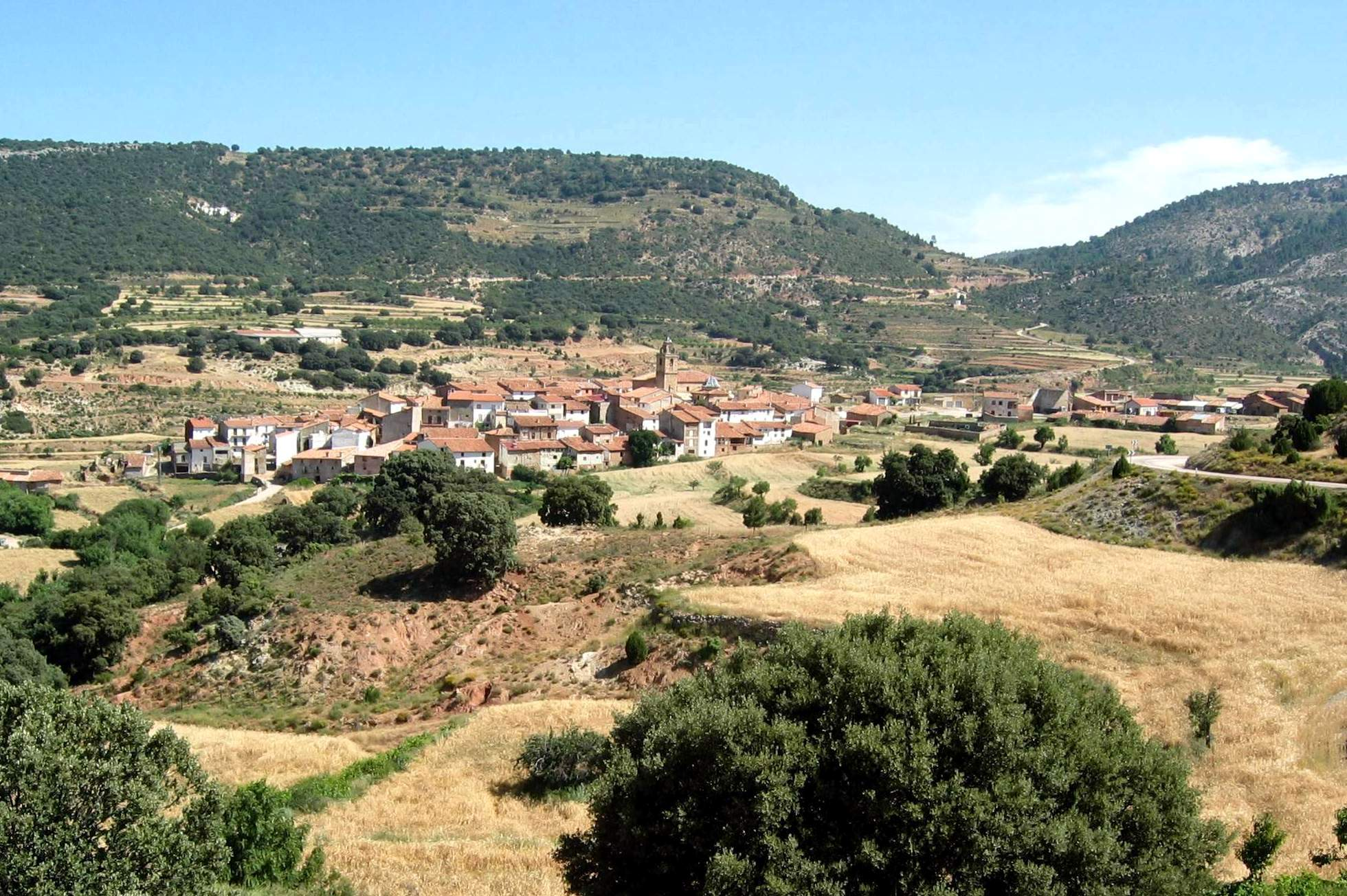
Vista general (meridional) de Puebla de San Miguel (Valencia), desde la carretera de Losilla (2007).
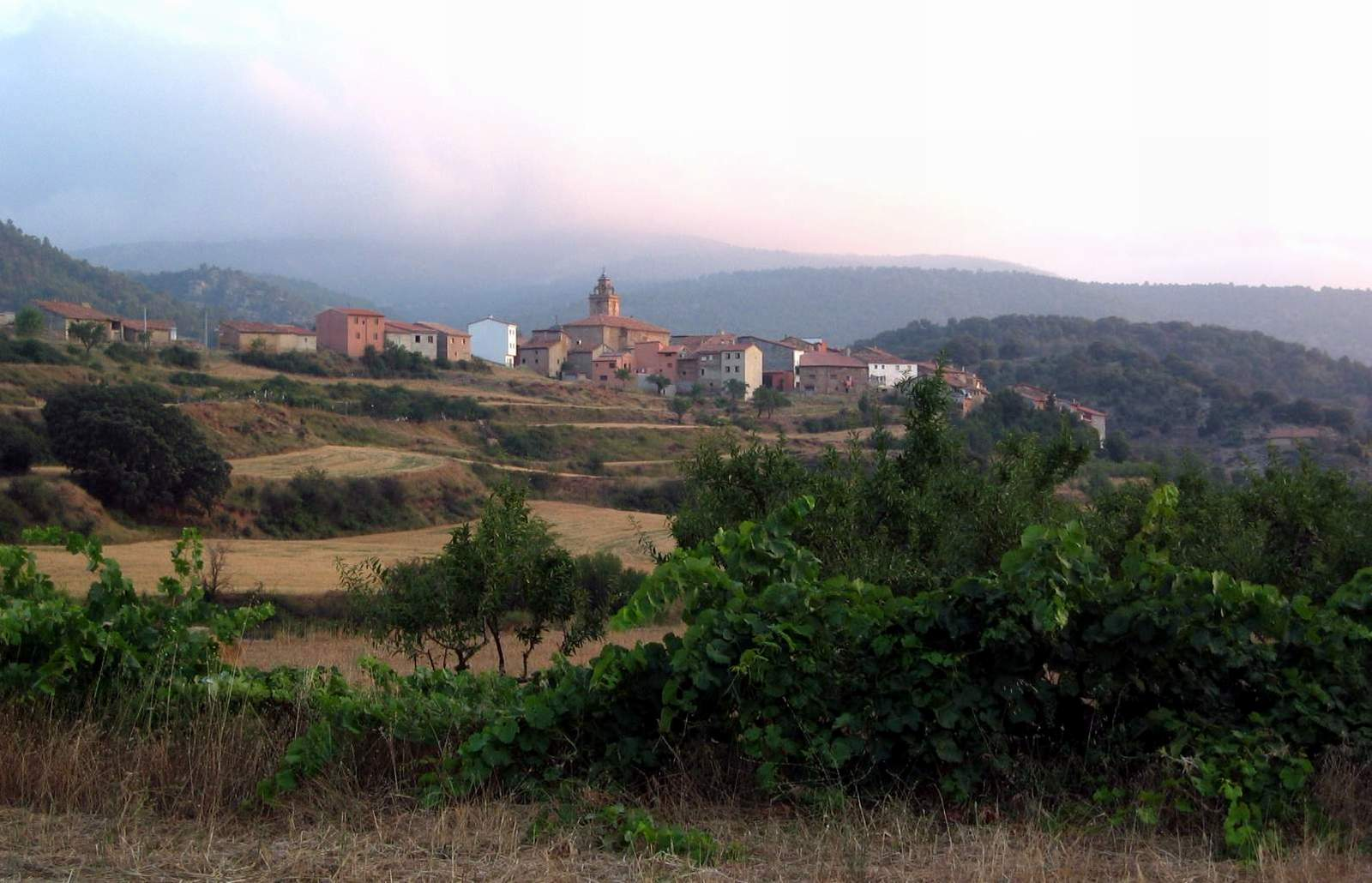
Vista parcial (septentrional) de Puebla de San Miguel (Valencia), desde la carretera de Ademuz (2009).
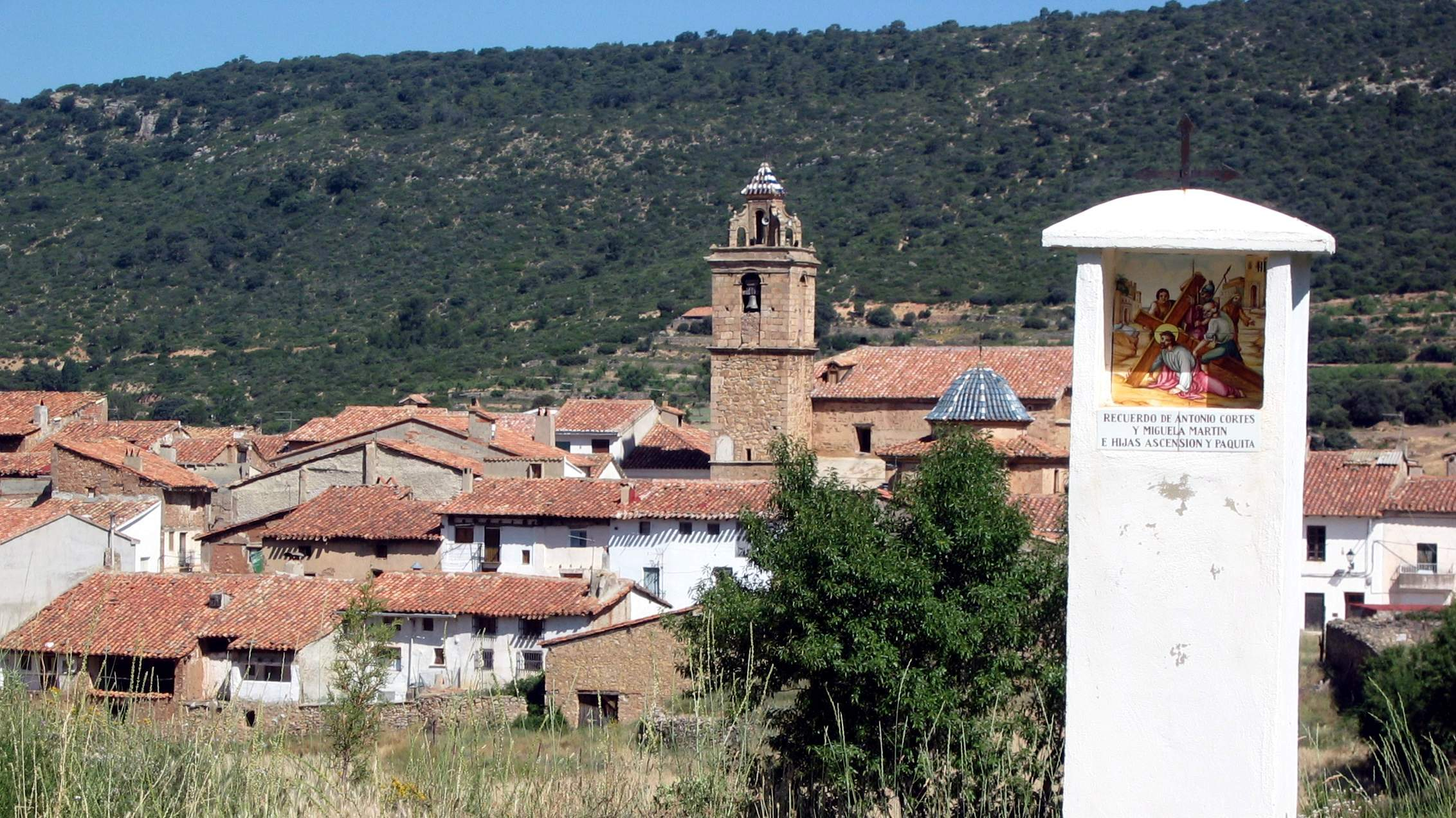
Vista parcial (meridional) de Puebla de San Miguel (Valencia), desde la ermita de la Inmaculada Concepción (2009).
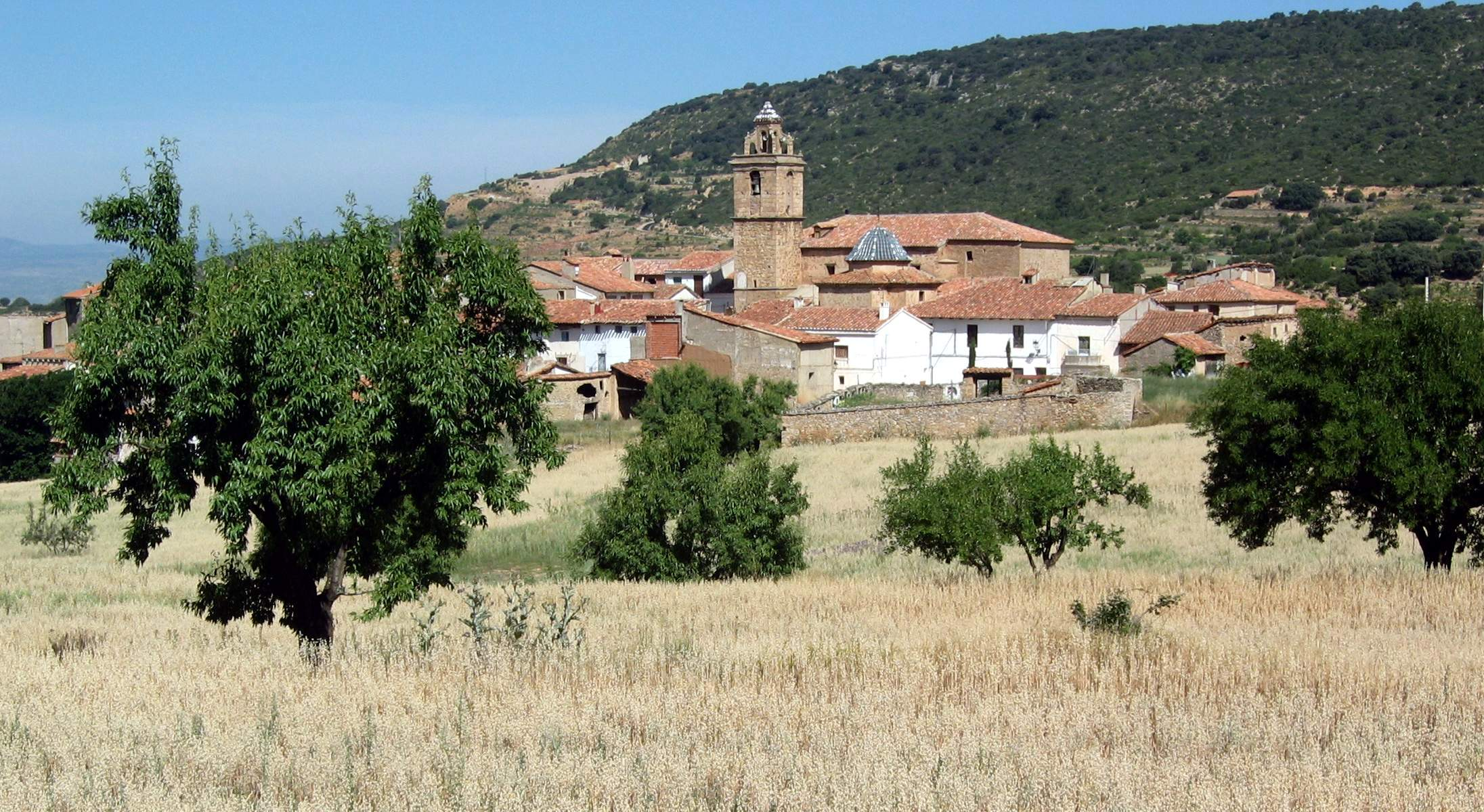
Vista parcial (meridional) de Puebla de San Miguel (Valencia), desde la ermita de la Inmaculada Concepción (2006).